# Culture dans les Yvelines
Le département des Yvelines est une terre de tradition culturelle et littéraire. Dans les Yvelines, ce sont près de 800 associations, bénévoles, professionnels et collectivités territoriales qui œuvrent ensemble pour le développement culturel.
Rambouillet et Saint-Quentin-en-Yvelines sont labellisés Villes et Pays d'art et d'histoire.
Versailles, Rambouillet, Marly-le-Roi et Saint-Germain-en-Laye sont des villes royales.

## Patrimoine

### Architecture civile
Le territoire des Yvelines, par son histoire et sa proximité de la Capitale est une terre de châteaux. Du Moyen Âge subsistent de rares vestiges des nombreux châteaux forts des seigneurs locaux, mais à partir du règne de Louis XIII, l'ouest de Paris a été recherché par les familles nobles et aisées, à commencer par la famille royale qui s'installa à Versailles. Cette tendance s'est poursuivie jusqu'à nos jours où les Yvelines sont la banlieue résidentielle par excellence et où des architectes renommés se sont illustrés dans la construction de villas ou de bâtiments industriels.

#### Moyen Âge

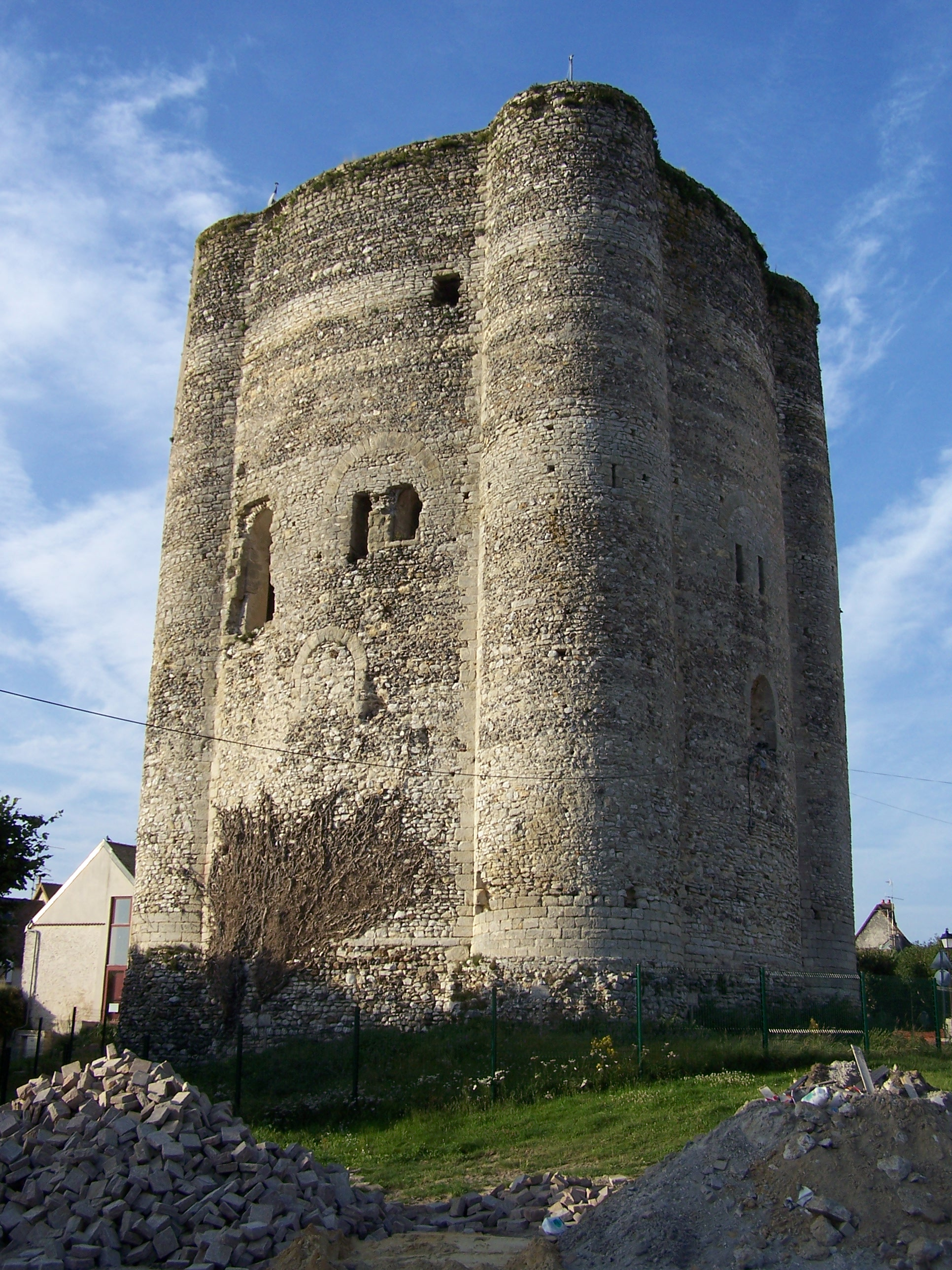
Donjon de Houdan

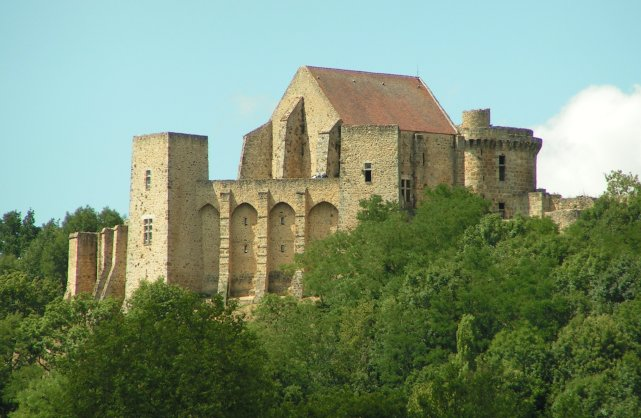
Château de la Madeleine

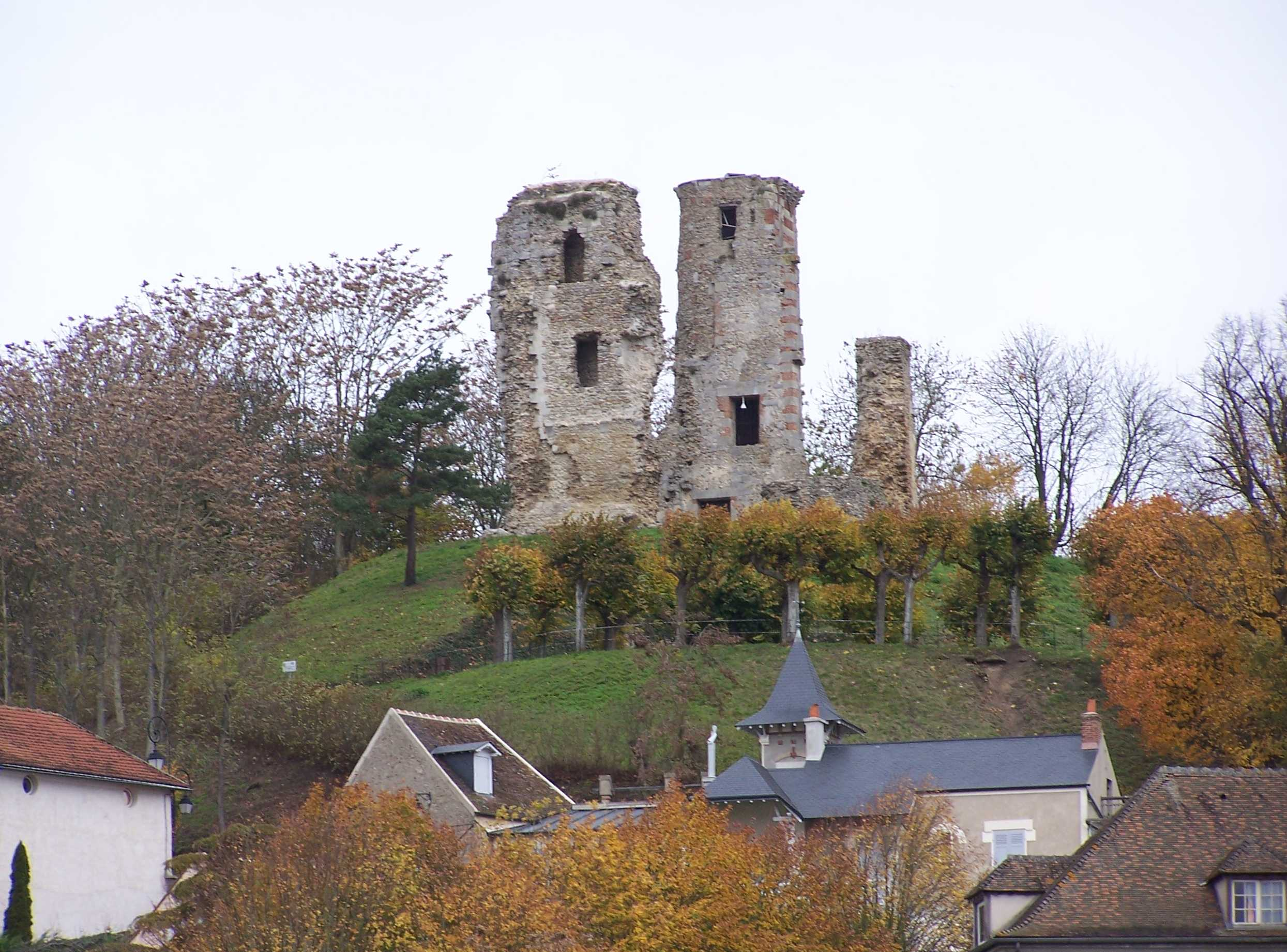
Ruines de la tour Anne-de-Bretagne

Le château de la Madeleine à Chevreuse est la mieux conservée des anciennes forteresses des Yvelines. Il abrite actuellement le siège du parc naturel régional Haute Vallée de Chevreuse.
Mais on peut voir encore plusieurs donjons, plus ou moins ruinés.
Le Château-fort de Montfort : construit au XIIe siècle, détruit au cours de la guerre de Cent Ans, il n’en subsiste que les ruines du donjon, appelé tour Anne-de-Bretagne, qu'on fit construire ultérieurement pour Anne de Bretagne.
Le Donjon de Houdan  : reste des anciennes fortifications, il fut construit au début du XIIe siècle par Amaury III de Montfort ; c'est une tour massive isolée à l'ouest du bourg, de 25 mètres de hauteur et 16 mètres de diamètre, flanquée de quatre tourelles de 4,8 m de diamètre. Elle est utilisée actuellement comme château d'eau.

#### Renaissance et classique

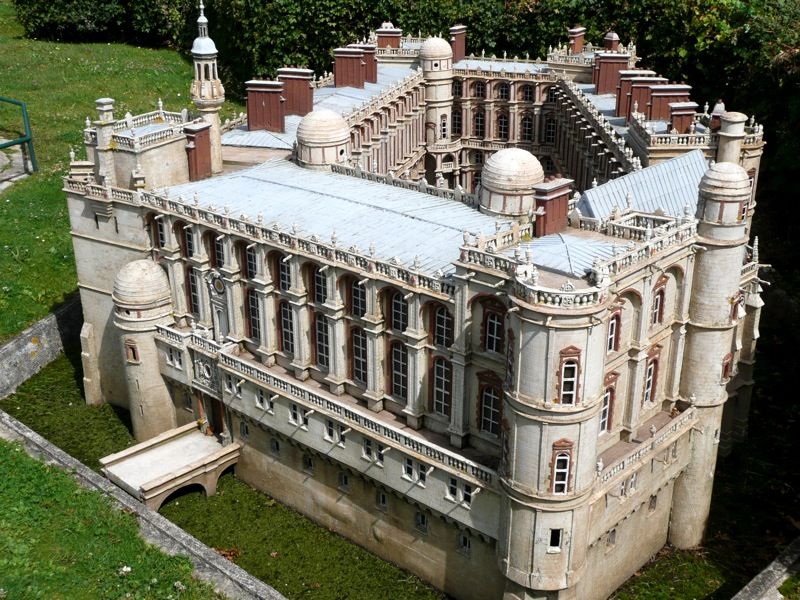
Vue cavalière du château de Saint-Germain-en-Laye.

Le Château de Saint-Germain-en-Laye est une ancienne résidence des rois de France.

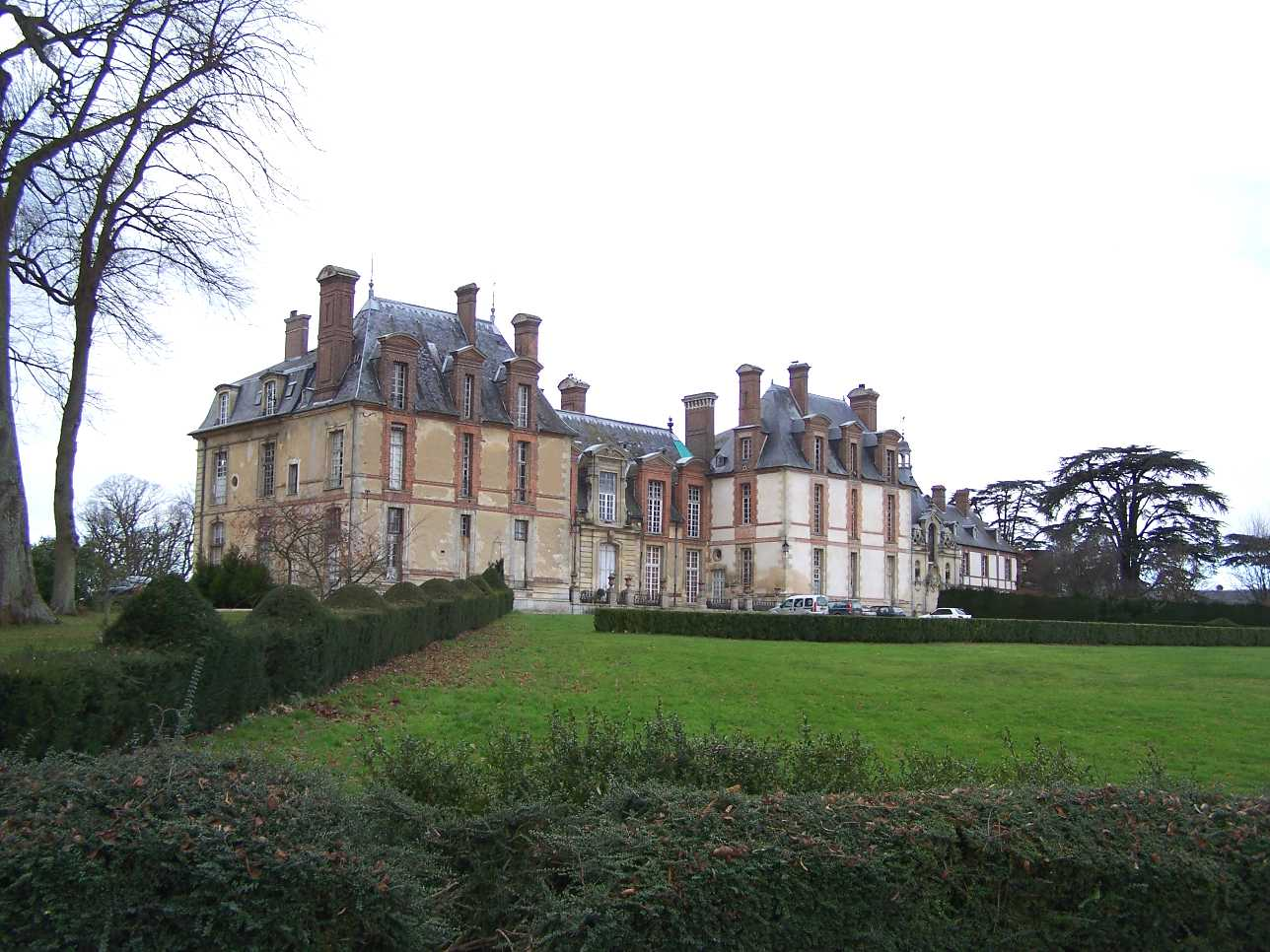
Vue du château de Thoiry.

Le Château de Thoiry a traversé les siècles et les événements comme la Révolution.Depuis 13 générations, il est la propriété de la même famille, devenue la famille La Panouse depuis le XIXe siècle, la transmission se faisant souvent par les femmes.

Le Château de Wideville à Crespiéres.
Le Château de Rambouillet.

#### XVIIeetXVIIIesiècles
- Château de Versailles
- Château de Breteuil
- Château de Dampierre
- Château de Maisons

#### XIXesiècle

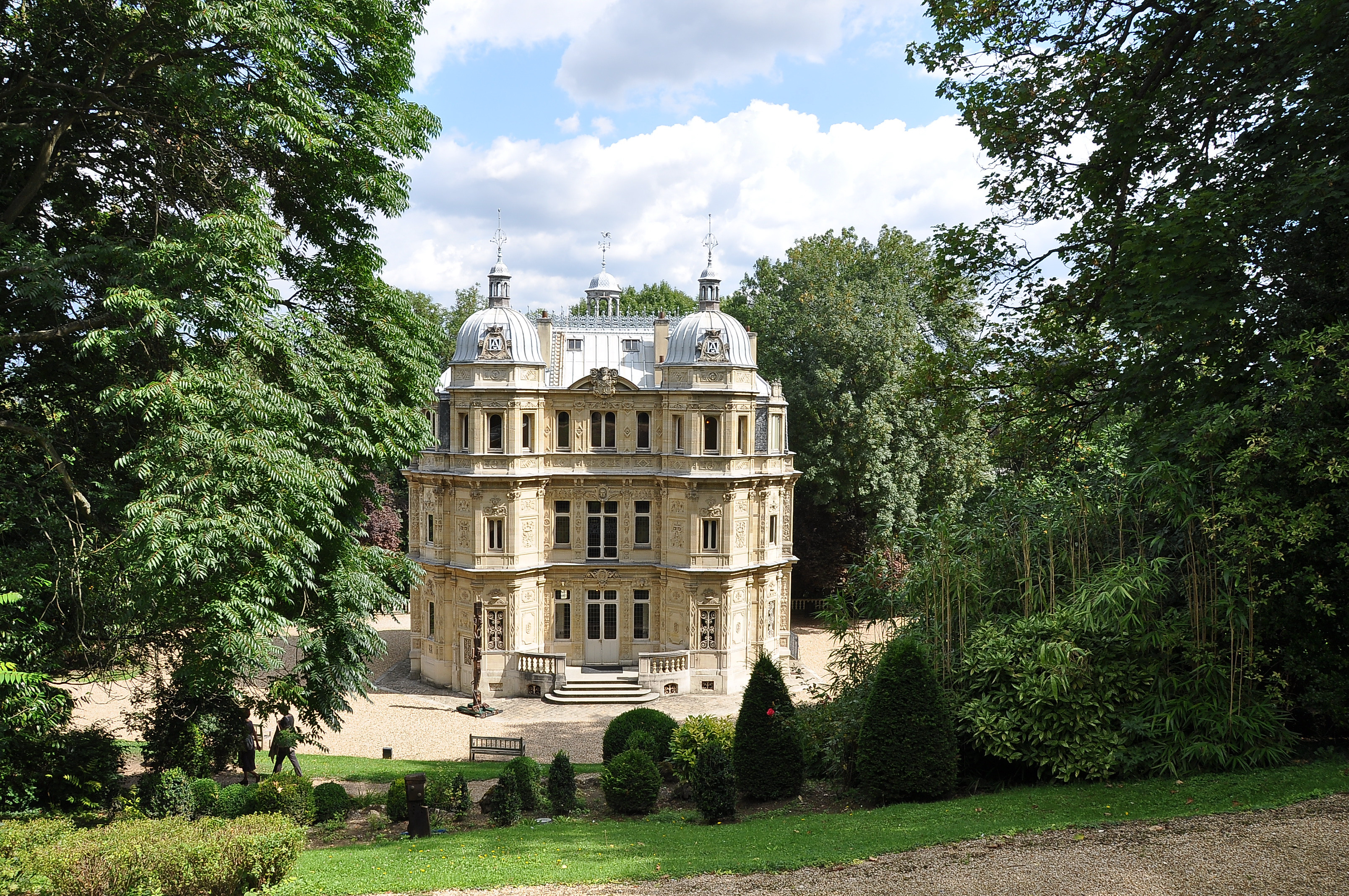
Le Château de Monte Cristo

- Le Château de Monte-Cristo est la demeure que l'écrivain Alexandre Dumas se fit construire en 1846 au Port-Marly.
- La Batterie de Bouviers à Guyancourt construite en 1879.

#### XXesiècle

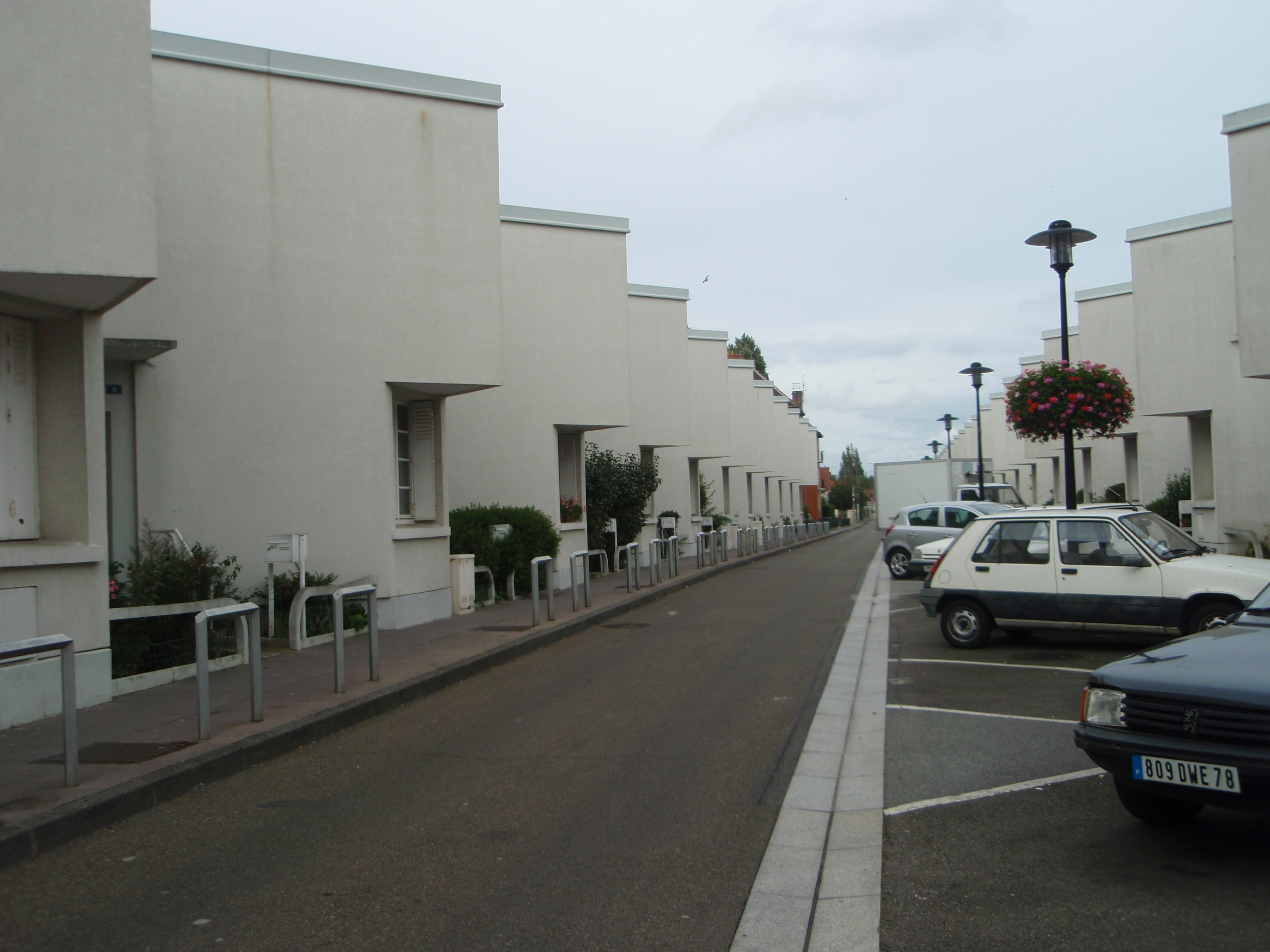
La cité des dents de scie à Trappes.

La ville nouvelle de Saint-Quentin-en-Yvelines, regroupant actuellement sept communes (Élancourt, Guyancourt, La Verrière, Magny-les-Hameaux, Montigny-le-Bretonneux, Trappes et Voisins-le-Bretonneux) dans le cadre d'une communauté d'agglomération, a été le cadre d'un renouvellement de l'architecture. Elle a reçu le label ville d'art et d'histoire attribué par le Ministère de la Culture.
On y trouve notamment trois ensembles remarquables :

Les Dents de Scie à Trappes, cité ouvrière cheminote construite en 1931 par les architectes Henry Gutton et André Gutton, inscrite aux monuments historiques en 1992, labellisée en 2005 « Patrimoine du XXe siècle ».
- Les "Arcades du Lac", le « Versailles du peuple » à Montigny-le-Bretonneux (Ricardo Bofill),
- Challenger, siège du groupe Bouygues à Guyancourt (architecte Kevin Roche).

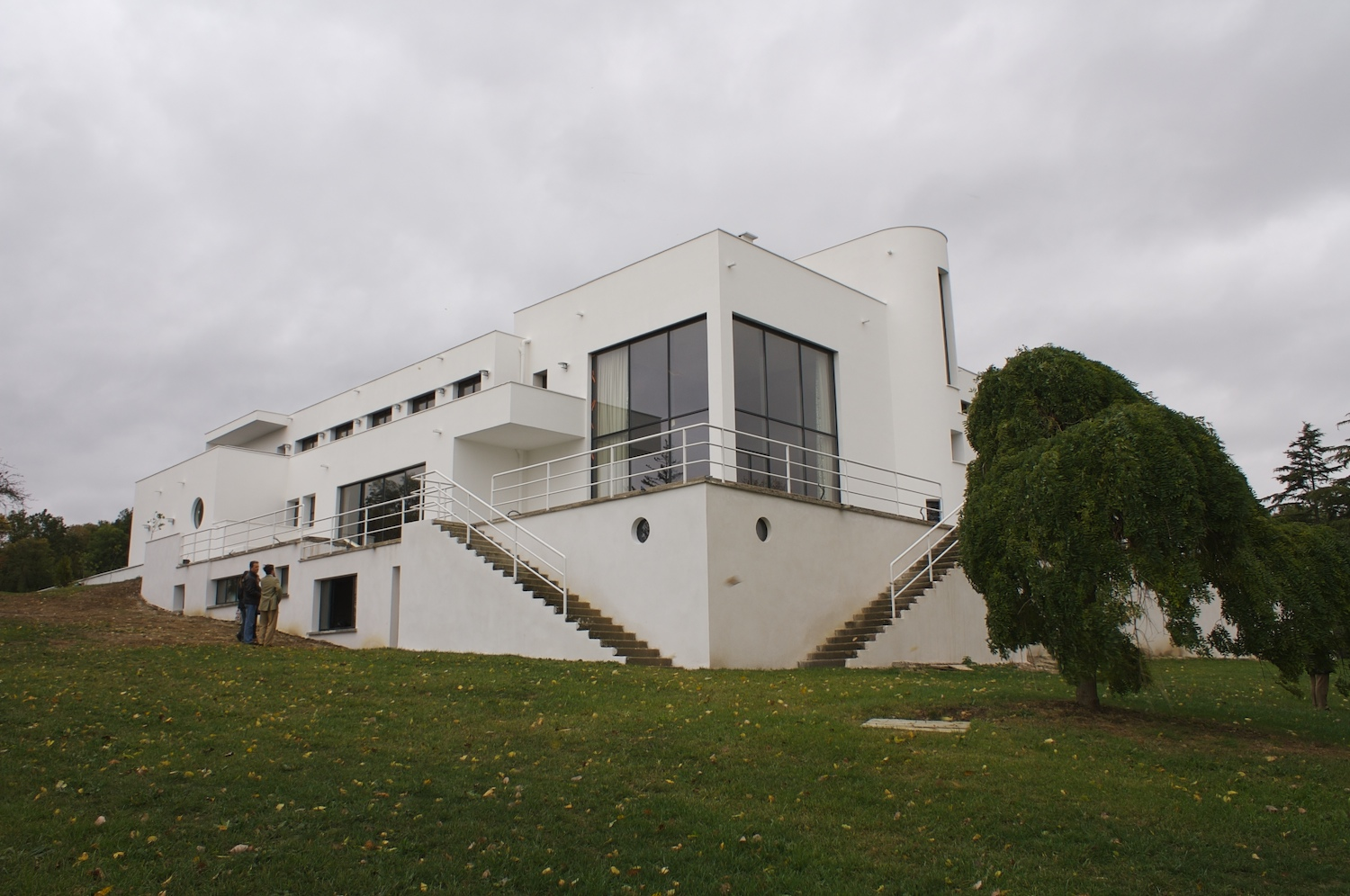
Partie sud de la Villa Paul Poiret.

Les Yvelines comptent un certain nombre de « villas » représentative de l'architecture moderne depuis les années 1930, notamment :
- la villa Savoye (Le Corbusier) à Poissy,
- la villa Paul Poiret (Robert Mallet-Stevens) à Mézy-sur-Seine,
- la villa Bomsel (André Lurçat) à Versailles,
- la villa Carré (Alvar Aalto) à Bazoches-sur-Guyonne,
- la villa Indigo (Jean-Claude Morin et Claude Duchemin) à La Celle Saint-Cloud.

### Architecture religieuse

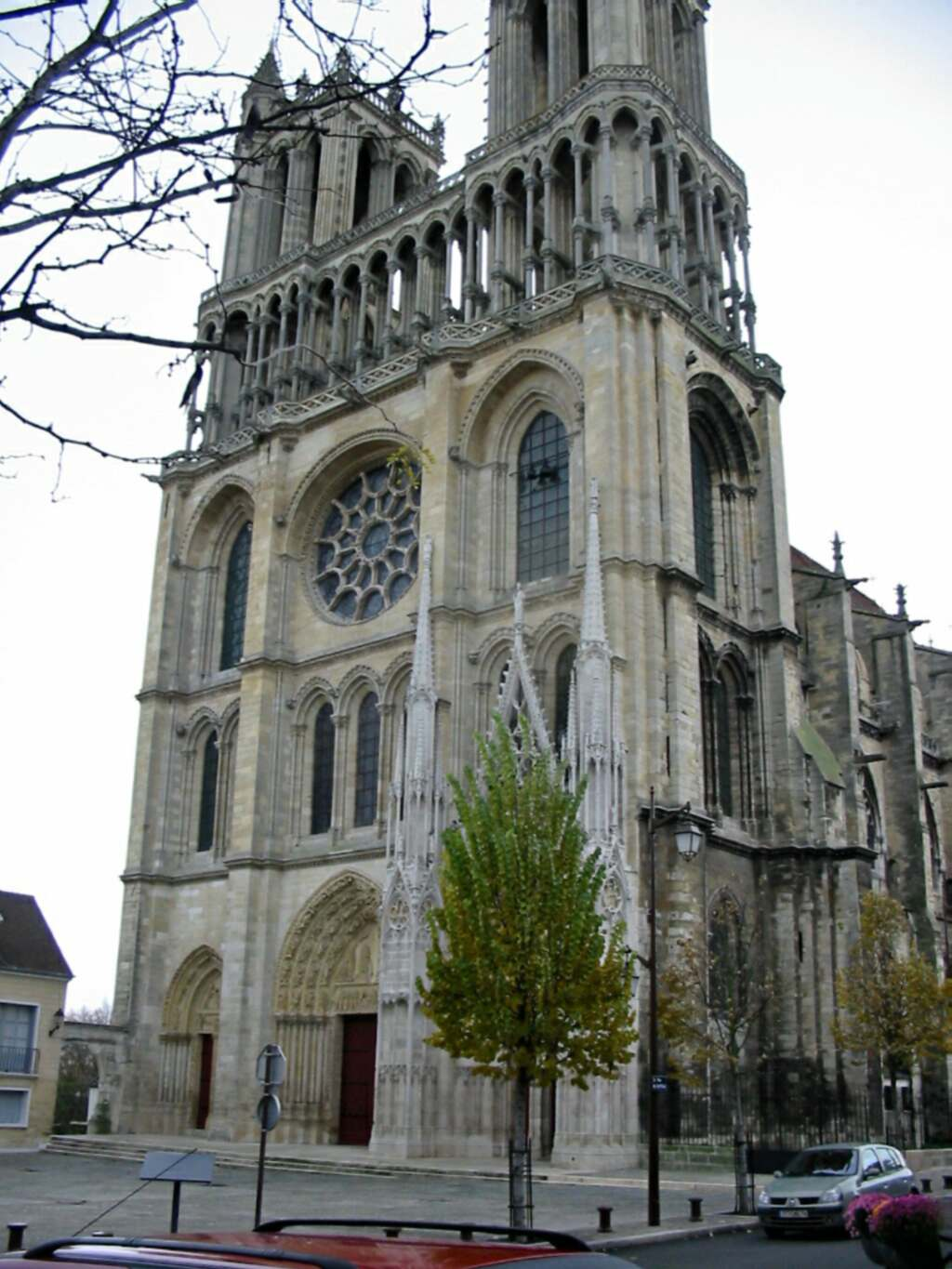
Collégiale Notre-Dame de Mantes-la-Jolie

- La Sainte-Chapelle du château de Saint-Germain-en-Laye, édifiée entre 1230 et 1238, attribuée à Pierre de Montreuil, est considérée comme un joyau de l'art gothique, préfiguration de la Sainte-Chapelle de Paris[7]

- Collégiale Notre-Dame de Mantes-la-Jolie
- Collégiale Notre-Dame de Poissy
- Cathédrale Saint-Louis de Versailles
- Eglise Notre-Dame de Versailles
- Eglise Saint-Pierre de Montfort-L'Amaury

- Église Sainte-Thérèse-de-l'Enfant-Jésus d'Élisabethville (Aubergenville), l'une des premières églises en béton construites en France.

### Patrimoine rural

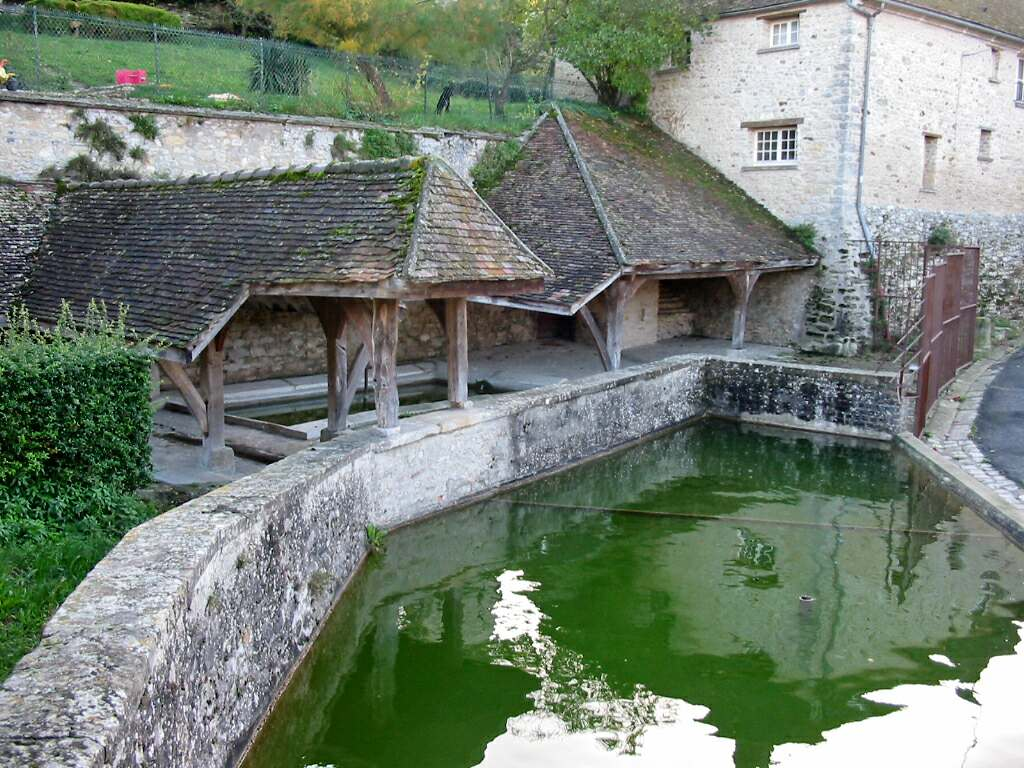
Le lavoir de Jumeauville

Héritant d'un terroir agricole très ancien, les Yvelines conservent un important patrimoine rural que nombre de communes s'efforcent de préserver. Il s'agit notamment de fontaines et lavoirs, tel celui de Jumeauville qui servit de décor lors du tournage de certaines scènes de la série télévisée Orages d'été, d'oratoires et de croix, dont certaines très anciennes seraient des menhirs christianisés (telle la « Croix-Grise » monolithique d'Arnouville-lès-Mantes), de fermes anciennes, parfois transformées en bâtiments culturels, telle la ferme de la Tremblaye à Bois-d'Arcy, la Ferme des Mousseaux à Élancourt, La ferme du Manet à Montigny-le-Bretonneux, La Ferme de Bel Ebat à Guyancourt, La ferme du château de Trappes est une ancienne ferme implantée sur les ruines d'un château, le Grenier à sel de Trappes, sur les plans de Trappes en 1504, le Grenier à Sel apparaît sous le nom de « Grange du Douaire » ,c'est aujourd'hui le cinéma Jean Renoir, dit le Grenier à Sel, et de pigeonniers, de ponts anciens, souvent situés sur le tracé d'anciennes voies romaines, du monument aux morts, etc.

## Équipements culturels

### Bibliothèques, médiathèques
Le département des Yvelines compte 179 bibliothèques ou médiathèques municipales, dont 21 de niveau 1 selon la typologie de l'ADBDP (association des directeurs des bibliothèques départementales de prêt). Pour gérer ce réseau, les communes disposent de l'appui, tant logistique et documentaire que financier, de la bibliothèque départementale des Yvelines (BDY).
La bibliothèque municipale de Versailles, qui dispose de 700 000 volumes dont un fonds patrimonial de près de 100 000 volumes imprimés hérités  des collections du château de Versailles, est une bibliothèque classée selon  l'article R. 1422-2 du Code général des collectivités territoriales.

### Salles de spectacles
- Théâtre Montansier (Versailles).

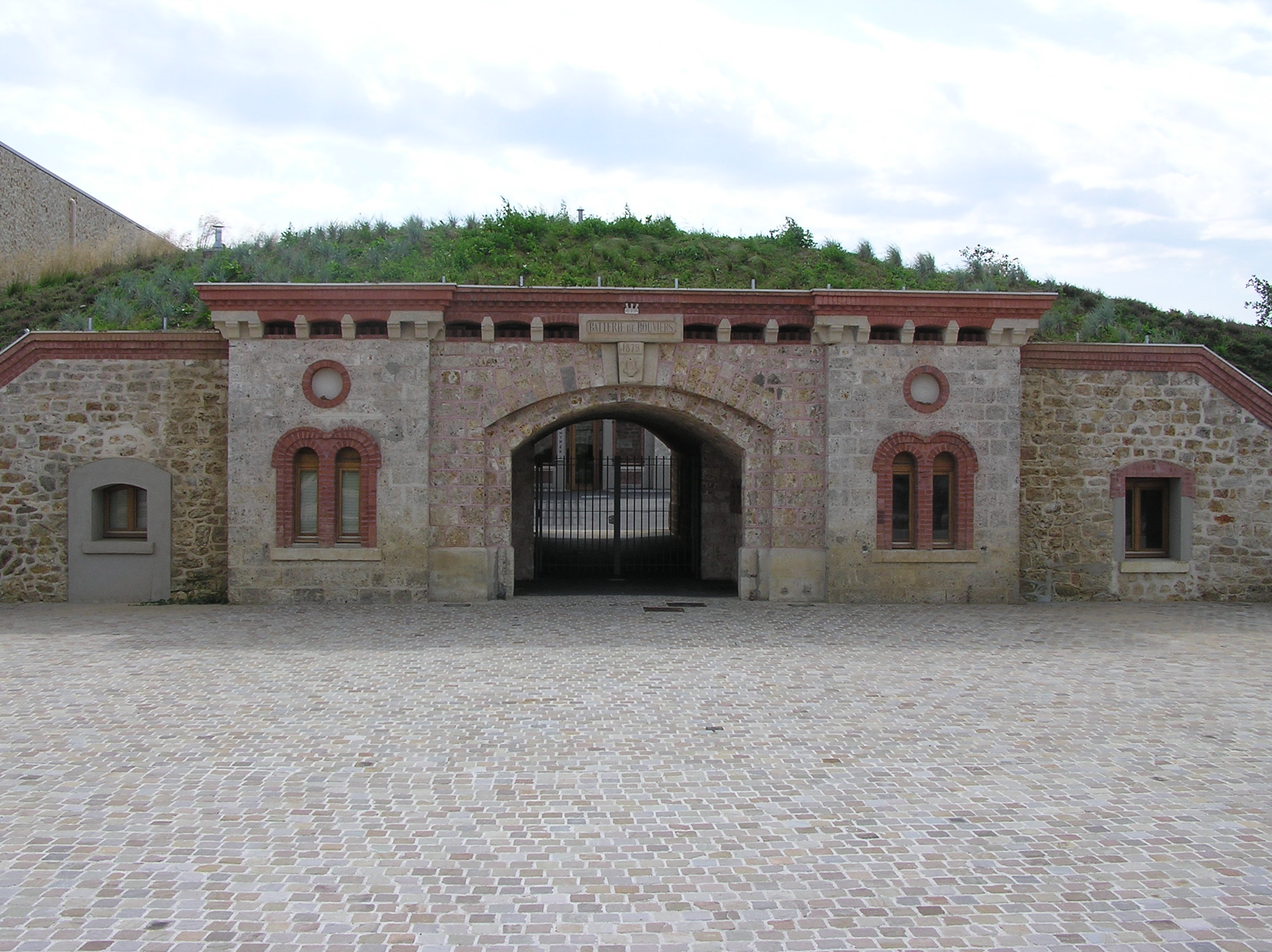
L'entrée principale de la Batterie de Bouviers

- Opéra royal et chapelle royale du château de Versailles.
- La Batterie de Bouviers à Guyancourt construite en 1879 a été transformé en 2006 en Café Musiques.
- La Merise à Trappes, une grande salle de concert qui propose une programmation culturelle variée : des concerts, ainsi que des pièces de théâtre et des spectacles vivants, des spectacles jeune public[12],[13].

### Archives départementales

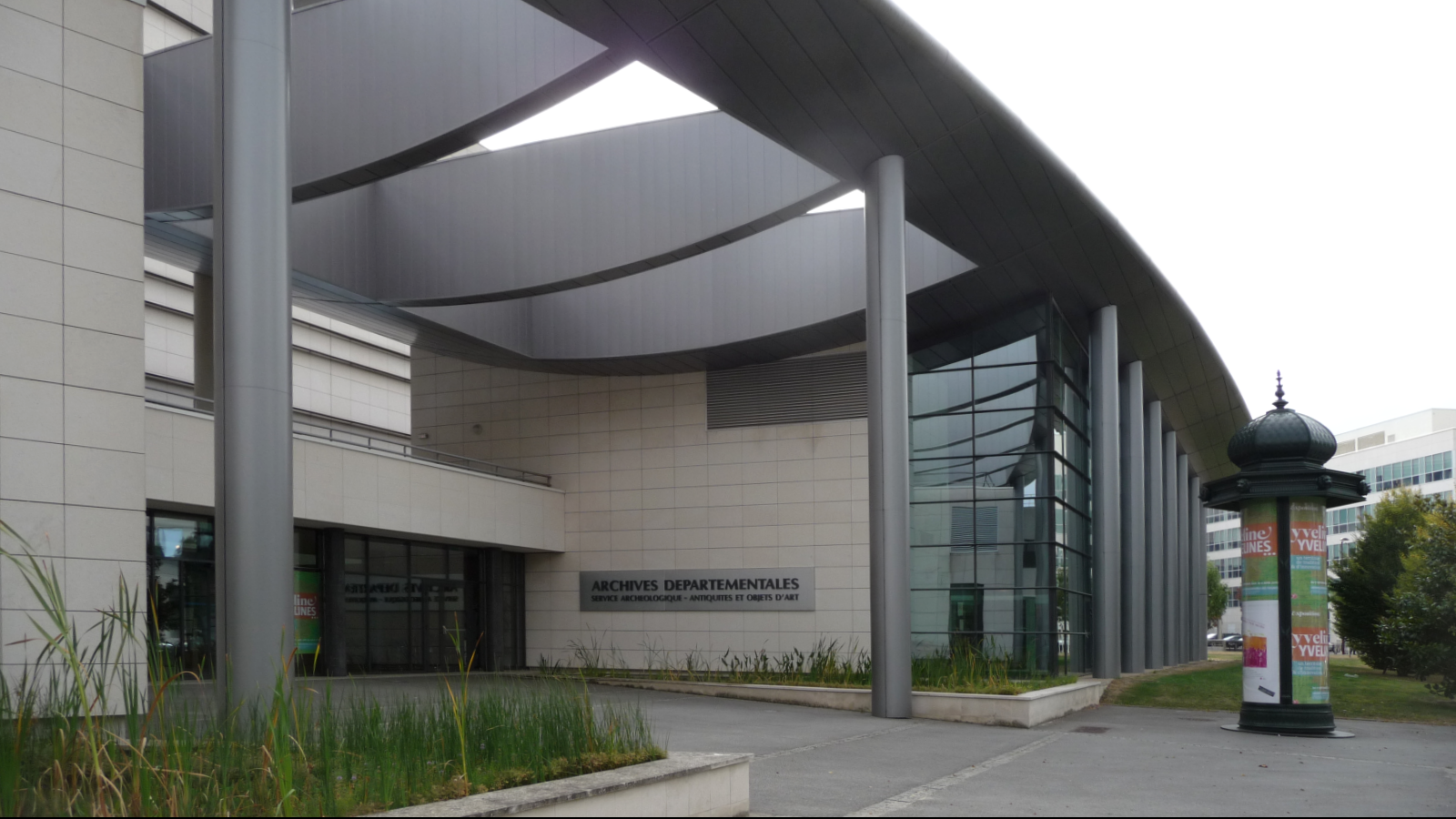
Archives départementales des Yvelines

Les archives départementales des Yvelines, installées depuis 2003 à Montigny-le-Bretonneux (Saint-Quentin-en-Yvelines), héritières des archives de l’ancien département de Seine-et-Oise, conservent notamment des fonds historiques de l'Ancien Régime. Cela résulte du rôle historique joué par Versailles comme siège du pouvoir central jusqu'en 1789.

### Musées
Musées nationaux

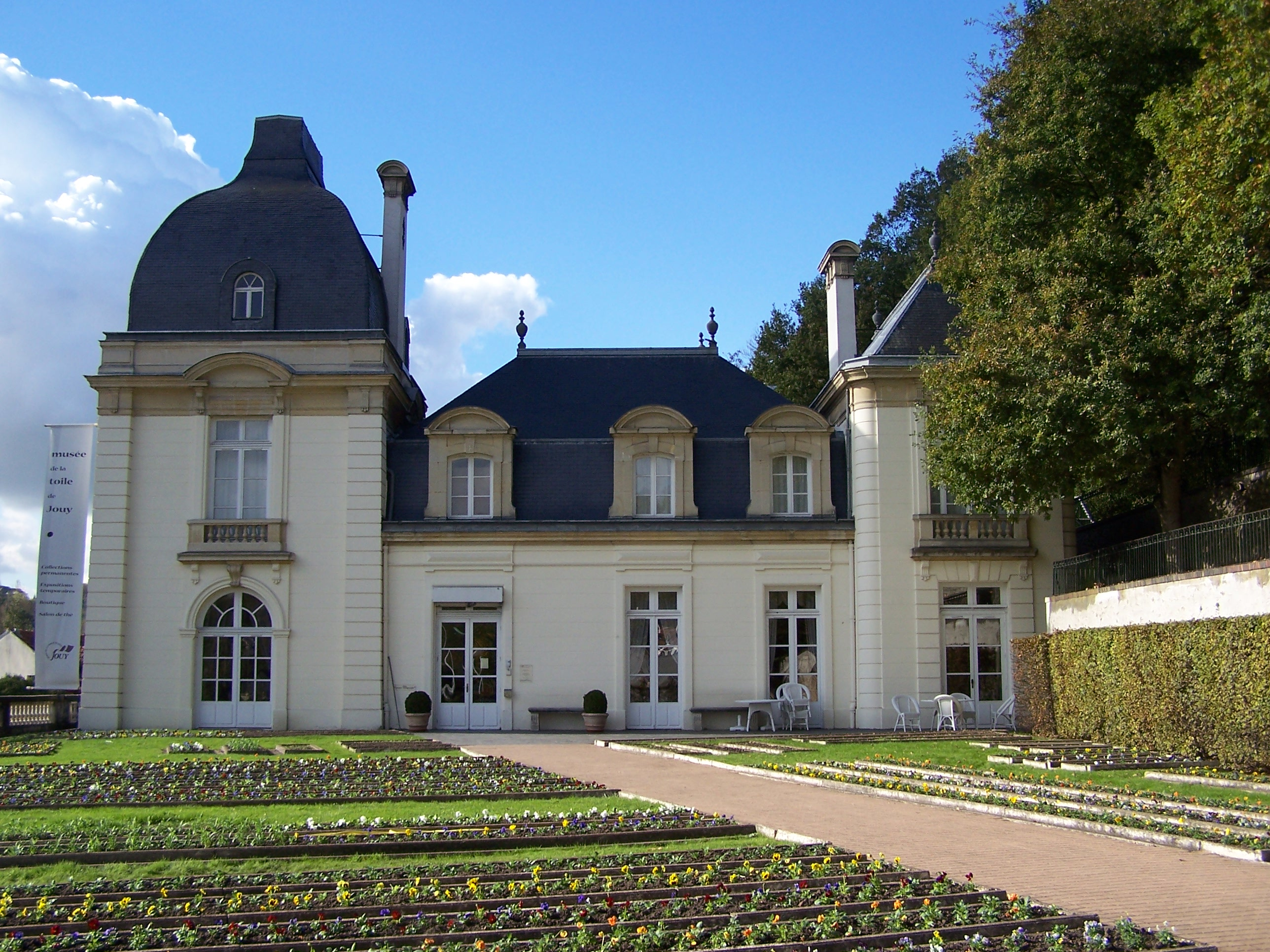
Le musée de la toile de Jouy.

- Musée d'archéologie nationale (Saint-Germain-en-Laye)
- Musée national des Granges de Port-Royal (Magny-les-Hameaux)
- Musée d'Histoire de France du Château de Versailles

 Autres musées

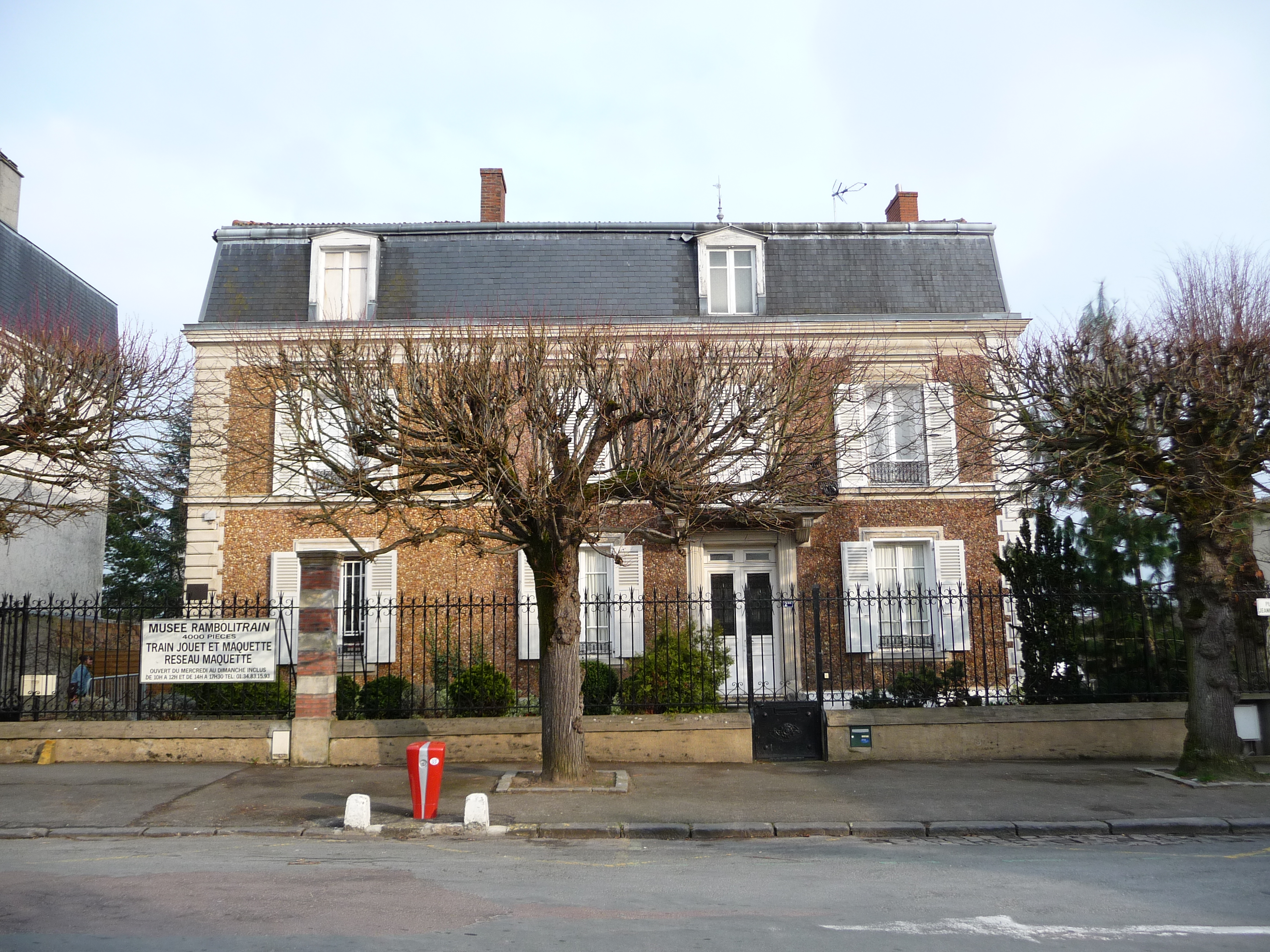
Le musée du Rambolitrain.

- Collection d'art religieux ancien (Église de Craches, Prunay-en-Yvelines)
- Fondation d'art contemporain Daniel et Florence Guerlain (Les Mesnuls)
- Musée départemental Maurice Denis « Le Prieuré » (Saint-Germain-en-Laye)
- Musée Claude Debussy (Saint-Germain-en-Laye)
- Musée Ivan Tourgueniev (Bougival)
- Musée des arts et traditions populaires (Saint-Arnoult-en-Yvelines)
- Musée de la batellerie (Conflans-Sainte-Honorine)
- Musée de la grenouillère (Croissy-sur-Seine)
- Musée de la maison Fournaise (Île des impressionnistes, Chatou)
- Musée de la ville de Saint-Quentin-en-Yvelines (Montigny-le-Bretonneux)
- Musée de l'Hôtel-Dieu (Mantes-la-Jolie)
- Musée des carrosses (Versailles)
- Musée du costume militaire (Sainte-Mesme)
- Musée du jouet (Poissy)
- Musée du lycée militaire (Saint-Cyr-l'École)
- Musée Maurice Ravel (Montfort-l'Amaury)
- Musée du mouton (Rambouillet)
- Musée de la toile de Jouy (Jouy-en-Josas)
- Musée Lambinet (Versailles)
- Musée promenade, parc de Marly « La grille royale » (Marly-le-Roi-Louveciennes)
- Musée Rambolitrain (Rambouillet)
- Musée du jeu de l'oie (Rambouillet)
- Musée international d'art naïf (Vicq)
- Musée Victor Aubert (Maule)
- Osmothèque, la mémoire des parfums (Versailles)

## Maisons d'artistes

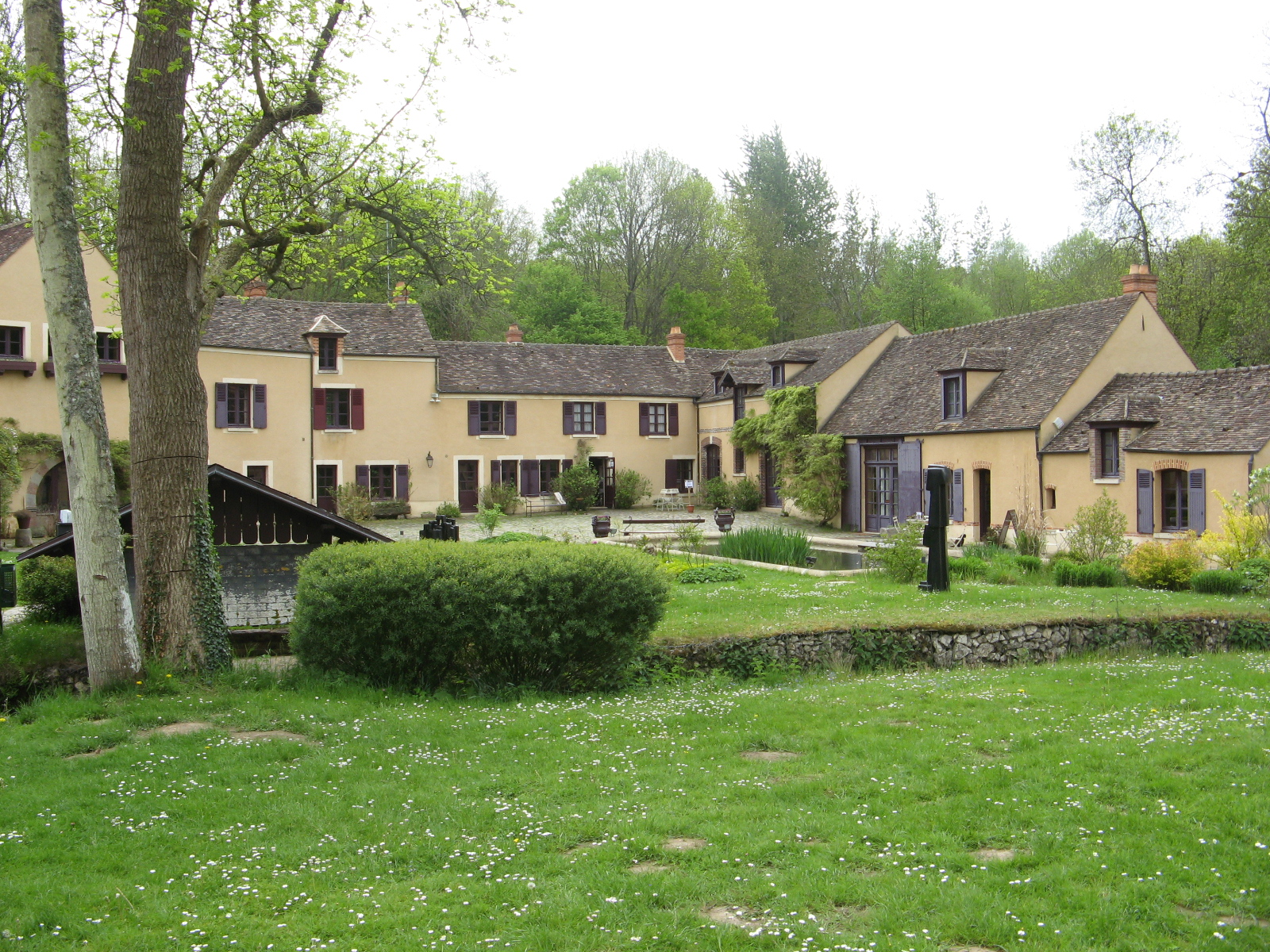
La maison, où vécurent et sont enterrés Aragon et Elsa Triolet.

- Maison d'André Derain (Chambourcy)
- Maison Elsa Triolet-Aragon Le « moulin de Villeneuve » (Saint-Arnoult-en-Yvelines)
- Maison d'Émile Zola (Médan)
- Maison-musée Maurice Ravel (Montfort-l'Amaury)
- Château de Monte-Cristo (demeure d'Alexandre Dumas, Le Port-Marly)

## Vie culturelle

### Le livre et l'écrit

#### Poètes

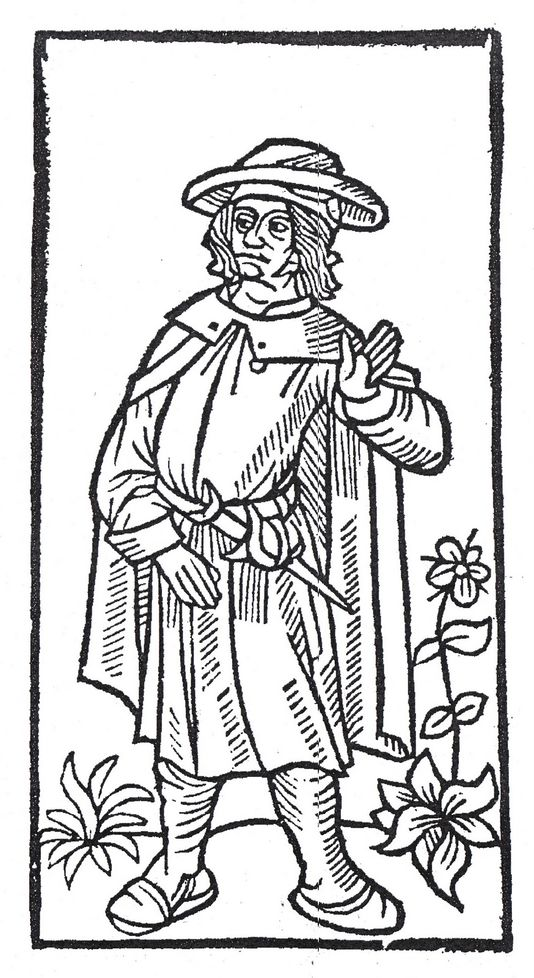
Image censée représenter François Villon dans la plus ancienne édition de ses œuvres (Pierre Levet, 1489)

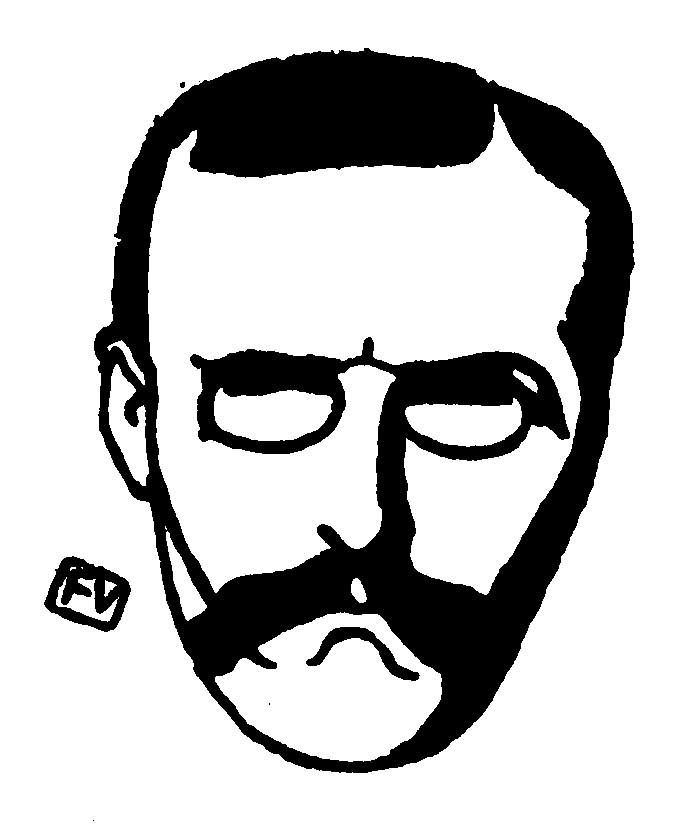
Portrait d'Albert Samain (1896).

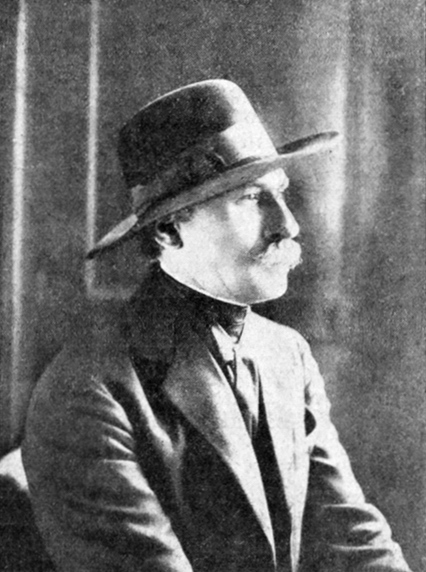
Paul Fort, en 1928.

François Villon 1431-1463, poète, né aux Loges-en-Josas.
Albert Samain 1858-1900, poète symboliste, mort à Magny-les-Hameaux.
Paul Fort 1872-1960, habita Grosrouvre, Gambaiseuil et Pissefontaine (Triel-sur-Seine), composa des poèmes sur la région de Rambouillet et célébra aussi le confluent de la Seine et de l'Oise :
" Ici, devant Fin-d'Oise, Maurecourt, Andrésy, Conflans-Sainte-Honorine - doux bruit font ces noms-là ! Volée de cloches pour un mariage, dirait-on pas ?  Ô poésie ! Ô poésie ! Ô poésie !Ici, sous les yeux bleus de ces quatre villages, on voit la Seine en fleurs s'unir à la belle Oise. Bien. Montez sur un pont suspendu et berceur. Embrassez votre amie et regardez ailleurs. L'Oise est une rivière et la Seine est un fleuve, je l'ai de mes yeux vu ; d'autre part j'ai la preuve que pour aller ensemble courir tant de pelouses, la Seine offre son bras à sa trop jeune épouse. Paul Fort Les noces du fleuve et de la rivière
Jean Cocteau 1889-1963, poète, auteur de théâtre et cinéaste, né à Maisons-Laffitte où il vécut son enfance.
Jehan Despert, poète et essayiste, né, en 1921, à Versailles.
Les Yvelines ont leur « poète officiel » en la personne de Jehan Despert, qui publia notamment deux recueils de poésies, Quintefeuille en Yvelines aux Cahiers d'Île-de-France en 1974 et Yvelines à cœur battant, aux éditions Gerbert en 1987.
C'est lui qui suggéra le nom du département, lors de sa création en 1968, en référence à l'antique forêt d'Yveline, (ioline en celte) d'où rayonnent la plupart des cours d'eau qui irriguent ce territoire.
" De ce pays, mais oui ne le saviez-vous pas ? Des Yvelines, là où vont les tourterelles par les clochers de pierre et les villes nouvelles, pour y bâtir des nids et reposer leurs ailes " 

#### Historiens
- Victor R. Belot, historien, écrivain et peintre-surréaliste, né le 8 juillet 1923, a vécu à Trappes et est décédé au Chesnay le 2 janvier 2000. Il consacra son œuvre à l'histoire locale de Trappes et de Saint-Quentin-en-Yvelines, ainsi qu'aux coutumes des Yvelines au début du XXe siècle.

#### Écrivains
Nombreux sont les écrivains qui ont vécu dans les Yvelines, y ont écrit une part de leur œuvre, et souvent ont chanté ou évoqué dans leurs écrits leur terre d'élection : Émile Zola à Médan, Alexandre Dumas à Saint-Germain-en-Laye et au Port-Marly, Guy de Maupassant à Bougival, Jean Cocteau à Maisons-Laffitte, Colette à Montfort-l'Amaury, Anaïs Nin à Louveciennes, Louis Aragon et Elsa Triolet à Saint-Arnoult-en-Yvelins,Robert Merle au domaine de La Malmaison à Grosrouvre, etc.

### Musique, danse, théâtre

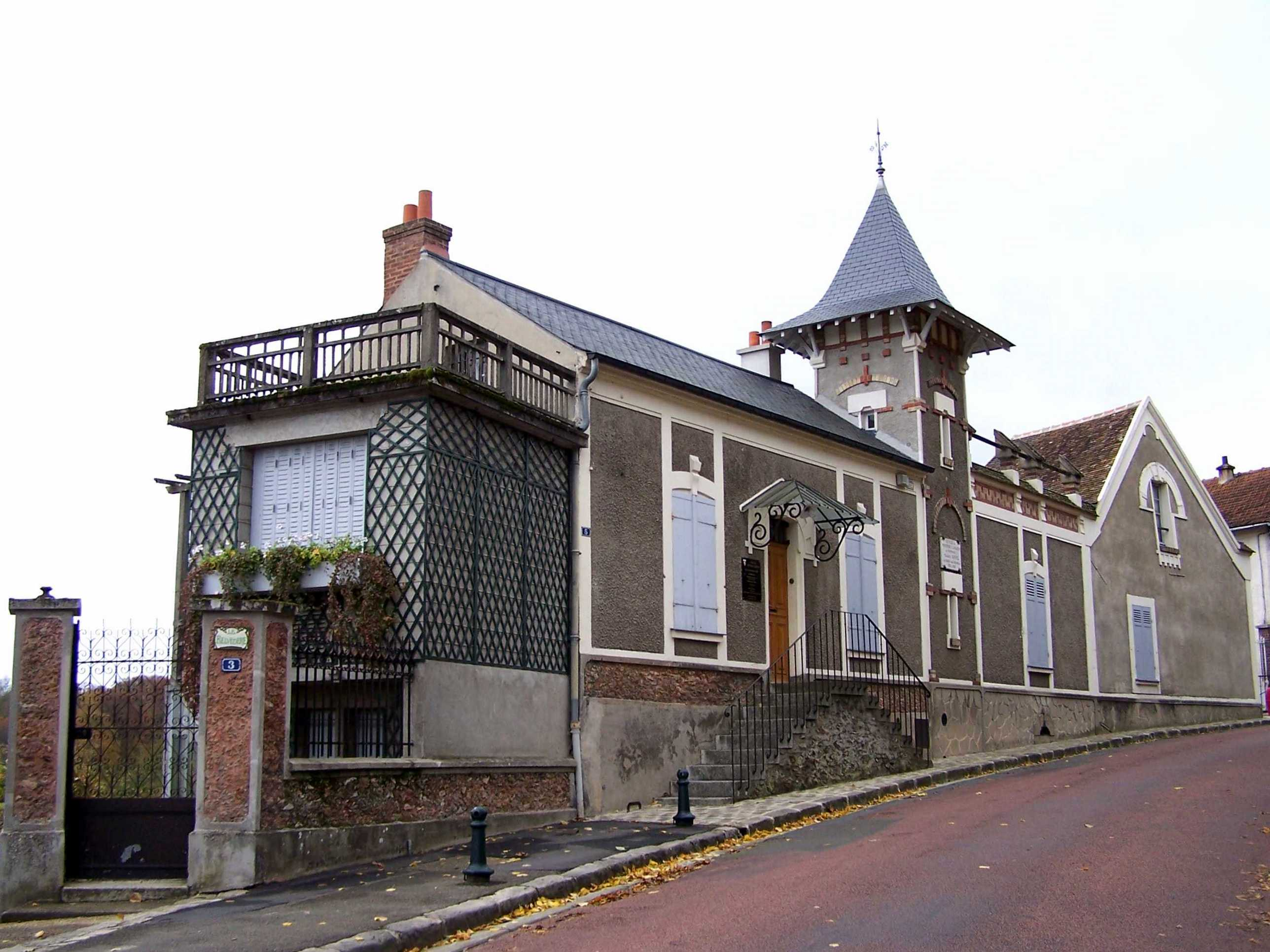
Le Belvédère de Maurice Ravel

#### Musique
- Claude Debussy, compositeur de la symphonie  La Mer, adaptée pour La Mer (chanson de Charles Trenet), est né le 22 août 1862  à Saint-Germain-en-Laye.
- Georges Bizet, en 1875, il s'installe dans le petit village de Bougival  pour terminer l'orchestration de Carmen et honorer cette nouvelle commande de l'Opéra Comique qui voulait "une petite chose facile et gaie".
- Maurice Ravel, en 1921, désireux de se fixer et d'acquérir « une bicoque à trente kilomètres au moins de Paris » [16],acheta une maison à Montfort-l’Amaury le “Belvédère”, où il devait concevoir la majeure partie de ses dernières œuvres.
- Patrick Schulmann, né le 02 janvier 1949 à Paris, il décède le 19 mars 2002 au Chesnay, victime d'un accident de voiture à Neauphle-le-Vieux où il réside, est un  compositeur de musique originale de film.

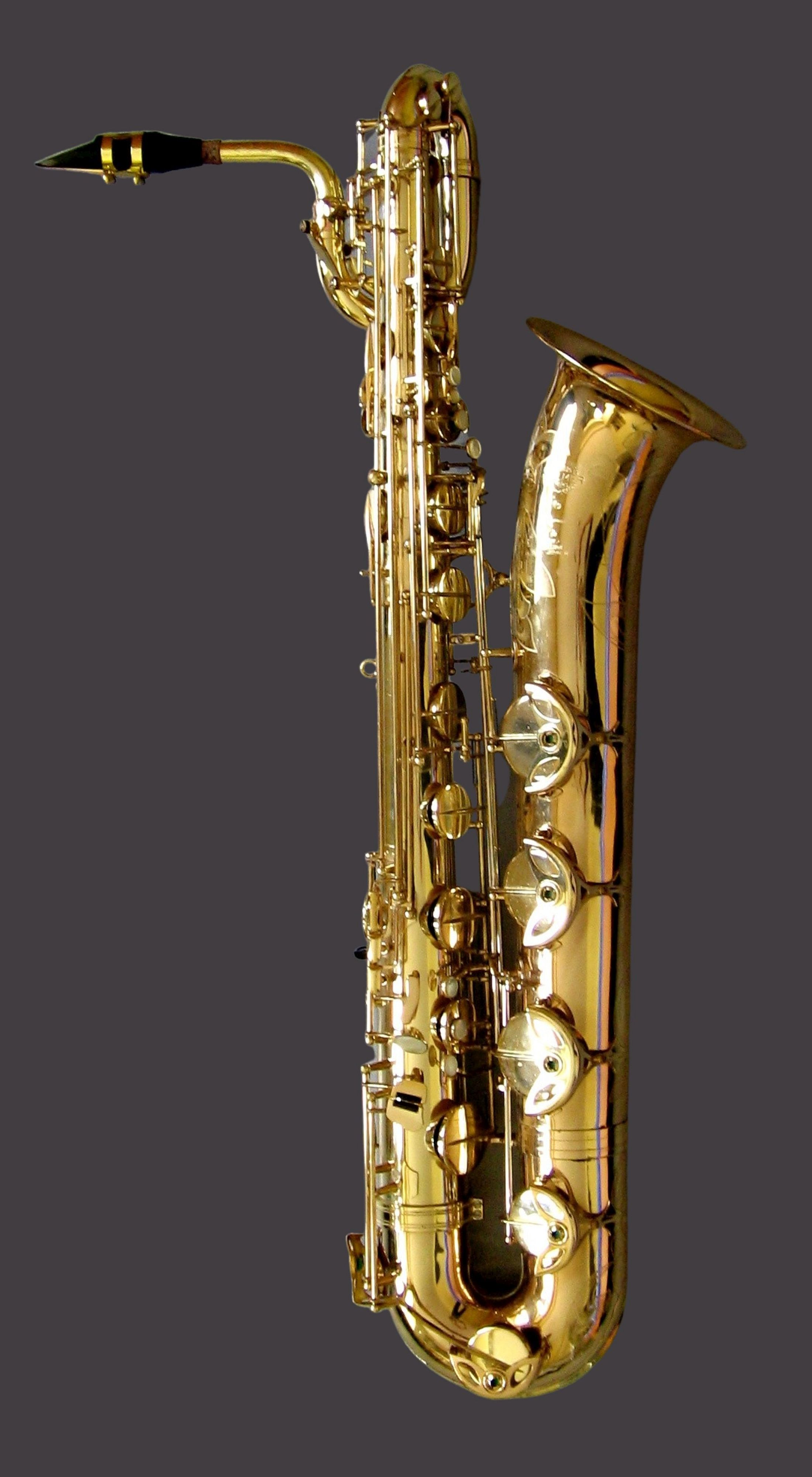
Saxophone baryton Selmer

- Les musiques traditionnelles sont très présentes dans les Yvelines. Et quoi de plus normal puisque les Franciliens, population venue de toutes les régions de France et d’ailleurs, éprouvent le besoin de vivre, exprimer et partager leurs cultures à travers les musiques et les danses ...

Elles sont encore, pour les Bretons, perpétuées par les Cercles Celtiques de Poissy, Trappes  et  Rambouillet .
Par des groupes folkloriques Portugais dans de nombreuses villes du département.

Mantes-la-Ville est le siège de deux facteurs d'instruments à vent de renommée mondiale : Buffet-Crampon pour les clarinettes, et Selmer pour les saxophones.
Buffet-Crampon est une entreprise française créée en 1825, spécialisée dans la fabrication d'instruments à vent (bassons, clarinettes, hautbois et saxophones).
Le premier fabricant français, Henri SELMER Paris, d'instruments à vent (clarinettes, saxophones, cuivres, bassons français) et de becs, fondée en 1885 par Henri Selmer. L'entreprise est implantée à Mantes-la-Ville depuis 1919. Elle produit environ 22 000 instruments par an, dont 80 % de saxophones, et plus de 100 000 becs de saxophone et de clarinette. Les quatre cinquièmes de la production sont exportés.

#### Théâtre

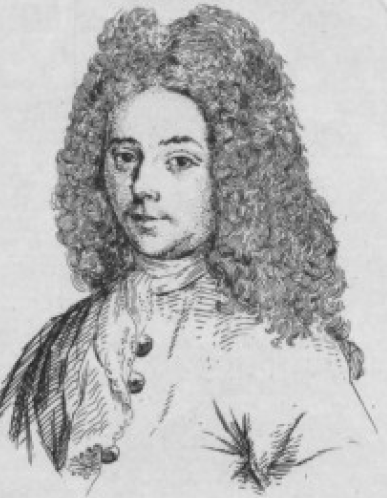
Philibert Gassot dit Du Croissy

Bellerose (1592 -1670), comédien du XVIIe siècle, vécut à Conflans-Sainte-Honorine.

Du Croissy 1629-1695, comédien du XVIIe siècle, est mort à Conflans-Sainte-Honorine.

Robert Manuel 1916-1995 sociétaire honoraire de la Comédie-Française, a vécu à Plaisir et y décède en décembre 1995.

#### Danse

Logo du Cercle Celtique "Seiz Avel" de Trappes

- Joséphine Baker 1906 -1975, chanteuse, danseuse et meneuse de revue, a vécu de 1929 à 1947 dans la villa « Le Beau-Chêne », au Vésinet.

- Les danses traditionnelles sont très présentes dans les Yvelines. Et quoi de plus normal puisque les Franciliens, population venue de toutes les régions de France et d’ailleurs, éprouvent le besoin de vivre, exprimer et partager leurs cultures à travers les musiques et les danses ...

Elles sont encore, pour les Bretons, perpétuées par les Cercles Celtiques de Poissy, Rambouillet  et  Trappes .
Par des groupes folkloriques Portugais dans de nombreuses villes du département.

#### Arts de la rue
La plupart du temps, les spectacles de rue sont gratuits pour le public. Le lieu de leur représentation peut se trouver dans tout espace public, y compris des centres commerciaux, parkings etc. Ils sont le plus souvent organisés dans des espaces extérieurs où il peut y avoir un grand nombre de spectateurs. Les acteurs du théâtre de rue vont des simples bateleurs aux compagnies de théâtre, de danse, de musique constituées. Il existe de nombreuses troupes. Les spectacles de pyrotechnie  sont parfois considérés également comme du spectacle de rue.

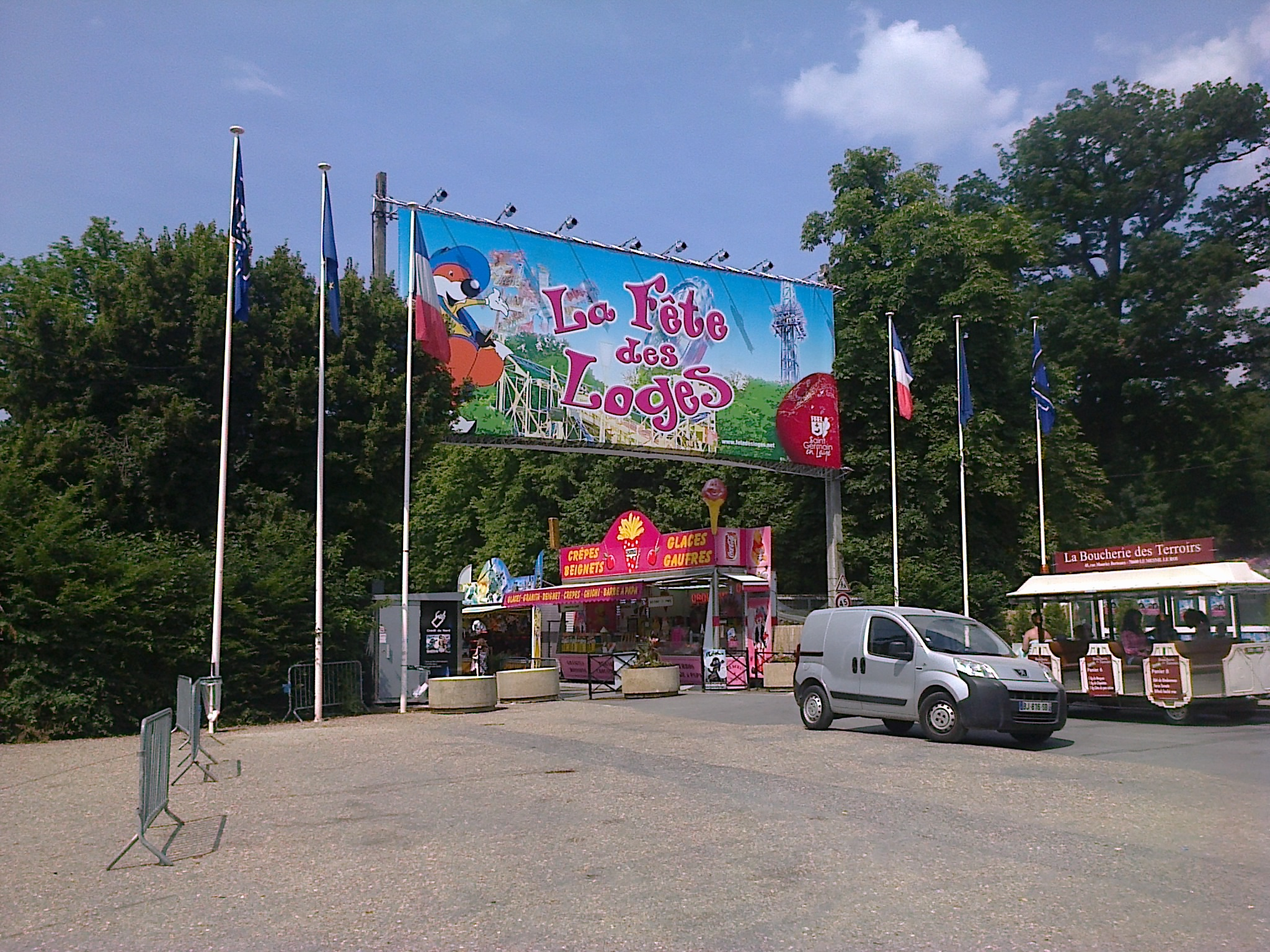
Entrée de la fête des Loges en 2013.

#### Fêtes et foires traditionnelles
La foire nationale à la brocante et aux jambons, qui trouve son origine au Moyen Âge dans le centre de Paris, se tient deux fois par an depuis 1970 à Chatou dans l'île des Impressionnistes. Elle rassemble des brocanteurs et antiquaires ainsi que des stands de spécialités gastronomiques.

La fête des Loges, une des plus anciennes fêtes foraines de France, se tient chaque été depuis 1652, de la fin juin à la mi-août, sur l’esplanade des Loges dans la forêt de Saint-Germain-en-Laye.

### Dessins, peintures, sculptures

#### Peintres

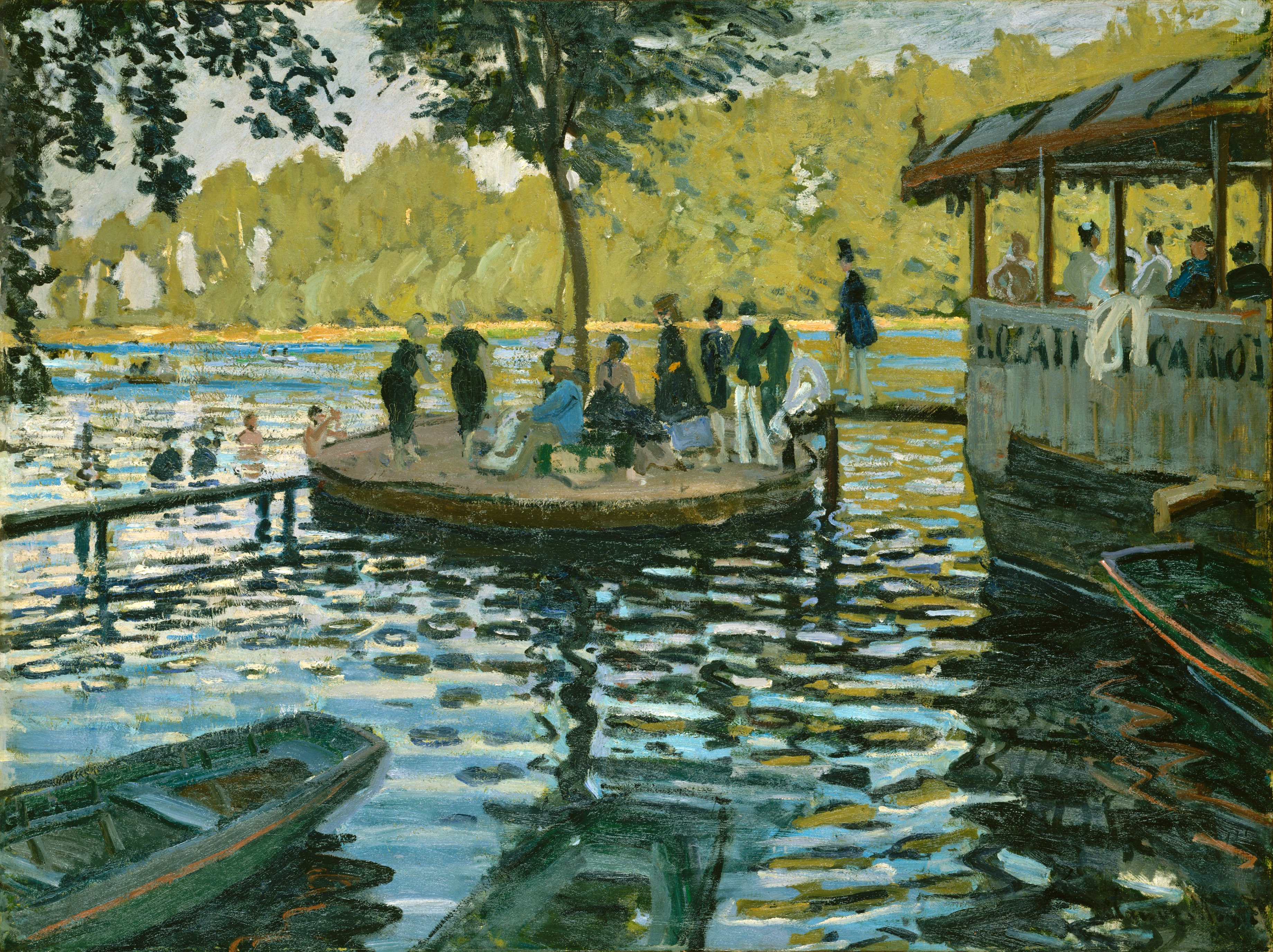
Monet, La Grenouillère, 1869, Metropolitan Museum of Art

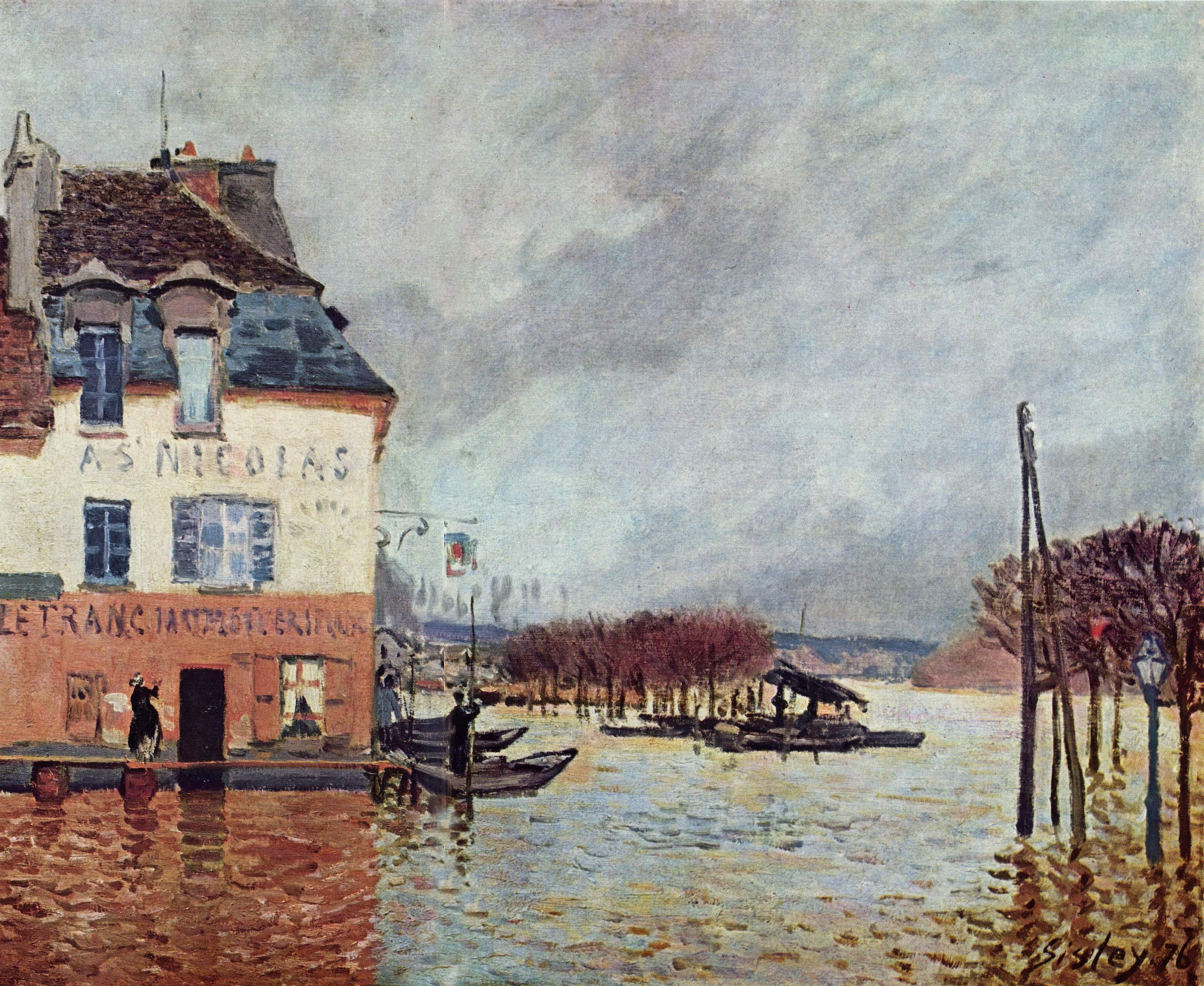
Sisley, Inondation au Port-Marly, 1876, Musée des Beaux-Arts, Rouen

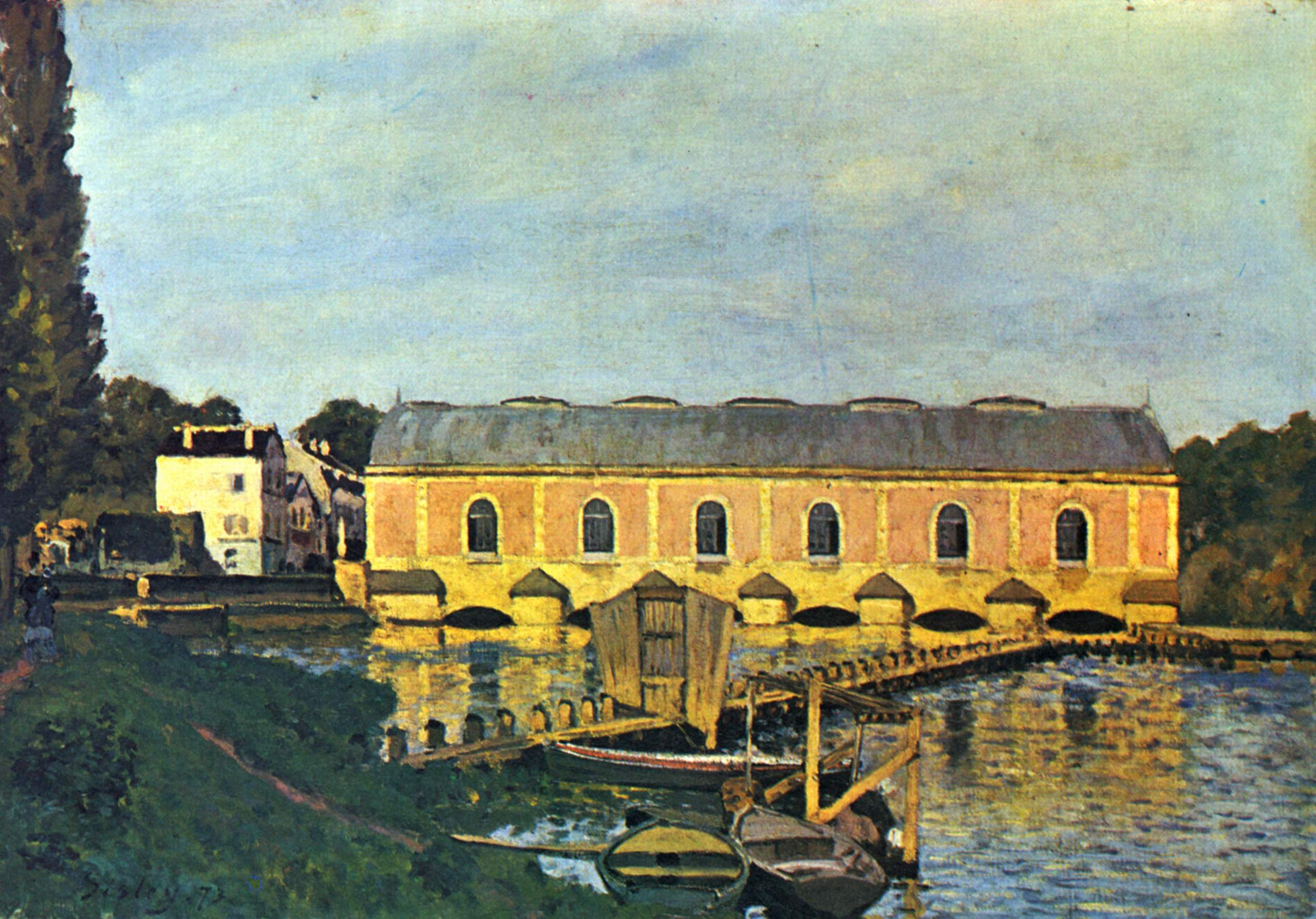
Sisley, La Machine de Marly, 1873, Alfred Sisley

De nombreux peintres se sont inspirés des paysages des Yvelines, en particulier la vallée de la Seine, et sont souvent venus y vivre, notamment avec le développement des chemins de fer à partir du milieu du XIXe siècle.
Corot, qui a commencé sa carrière de peintre à Ville-d'Avray où résidaient ses parents, a fréquenté Mantes-la-Jolie dont il a peint les monuments, le vieux pont et la Collégiale.
Dans les années 1830, William Turner fréquente la région des Yvelines où il réalise de nombreux croquis conservés au British Museum ou à la Tate Gallery. .
En 1845, Ernest Meissonnier, peintre académique, s'installe à Poissy et en devient maire par la suite.
L'école de Cernay, qui se rattache à l'école de Barbizon, rassemble des peintres paysagistes qui fréquentaient les Vaux-de-Cernay. Léon Germain Pelouse en est le chef de file.
Les Impressionnistes se sont illustrés tout au long de la Seine vers la fin du XIXe siècle. Claude Monet a d'abord peint à Bennecourt près de Bonnières qu'il fréquenta en compagnie d'Émile Zola. Il s'installe ensuite à Bougival pour se rapprocher de Renoir qui résidait à Louveciennes. Ils peignent à Marly-le-Roi et fréquentent la « Grenouillère », guinguette installée sur un ponton flottant dans l'île de la Chaussée à Croissy-sur-Seine. Par la suite il s'installera successivement à Argenteuil, puis à Vétheuil, à Poissy et enfin à Giverny, toutes localités riveraines de la Seine. Pissarro séjourne à Louveciennes, Sisley à Marly où il peint les inondations à Port-Marly en 1876.
André Derain et Vlaminck, qui ont séjourné à Chatou, se rattachent au Fauvisme.
Maurice Denis, chef de file des Nabis, fut le peintre de Saint-Germain-en-Laye où sa maison a été transformée en musée à l'initiative du Conseil général.
Raymond Renefer, dessinateur, illustrateur de la première Guerre mondiale, est le peintre d'Andrésy.
Les peintres du Mantois sont Maximilien Luce qui connut une période pointilliste née de ses amitiés avec Signac et Cross. C'est Alfred Veillet, peintre post-impressionniste qui initia Luce aux paysages de la Vallée de Seine. Ils se sont tous deux installés à Rolleboise en 1913 pour Veillet et en 1917 pour Luce. De nombreuses toiles de Luce sont conservées au musée de l'Hôtel-Dieu à Mantes-la-Jolie. On peut aussi citer Georgette Agutte, peintre fauve, épouse de Marcel Sembat, Clotaire Breton (1910-1995), peintre naïf et paysan dont certains tableaux sont exposés en mairie de Saint-Martin-la-Garenne.
Certaines communes des Yvelines ont créé des « chemins des Impressionnistes » jalonnées de reproduction de tableaux des grands impressionnistes sur les lieux mêmes où ils ont été peints. c'est le cas à Louveciennes. Neuf communes riveraines de la Seine, Carrières-sur-Seine, Chatou, Croissy-sur-Seine, Bougival, Louveciennes, Marly-le-Roi, Le Port-Marly, Le Pecq et Noisy-le-Roi, ont créé en 2001 le label « Pays des Impressionnistes » pour entretenir l'héritage culturel laissé par les Impressionnistes. Entre Mantes-la-Jolie et Limetz-Villez, le « parcours des Impressionnistes » suit les traces de Monet, Cézanne, Sisley et Renoir.
À partir de 1936, Maurice Utrillo, affecté par l'alcoolisme, vit dix-sept ans reclus au Vésinet où il continue à peindre sous la surveillance de son épouse, Lucie Valore.
Marc Giai-Miniet, né en 1946 à Trappes, est un peintre et graveur français surréaliste, fantasmatique.

#### Sculpteurs
- Philolaos Tloupas  qui vit et travaille à Saint-Rémy-lès-Chevreuse [20]. a réalisé le jardin des Gogottes dans le quartier de Villaroy à Guyancourt. Les Gogottes sont des sculptures imaginées par le sculpteur en s'inspirant d’un livre album ,"Les Vacances de Zéphir" ,de Babar. Un fil d'acier inoxydable reliant les Gogottes permet de déambuler dans le jardin qui est organisé autour des sculptures de quatre Gogotte. À proximité, les façades des bâtiments qui entourent une partie du jardin des Gogottes sont ornées de caryatides inspirées de la Vénus de Milo (architecte : Manolo Nunez-Yanowsky).

## Événements culturels, festivals
- Festival Polar dans la ville de Saint-Quentin-en-Yvelines / février-mars

Pendant huit jours : spectacles culturels, courts-métrages, débats, dédicaces, lectures, concerts...
Le festival Polar dans la ville s'est développé au fil des années. Parrainé par de grandes personnalités artistiques, le plus grand événement culturel de Saint-Quentin-en-Yvelines  compte plus de 150 manifestations dans une vingtaine de lieux de la ville. La remise du prix "Cœur noir" est attribué au livre policier qui a le plus séduit les bibliothécaires et libraires de la ville sur une thématique dévoilée en début d'année.

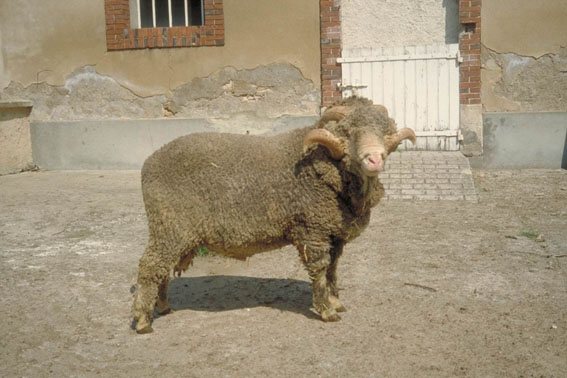
Mérinos de Rambouillet

- Le Festival des arts de la laine à la Bergerie nationale de Rambouillet / mars

On y assiste à la tonte Mérinos (descendants de ceux que Marie-Antoinette avait dans son hameau à Versailles). C'est instructif et en plus on peut visiter le reste de la ferme (vaches, cochons, poules etc).
- Le Festival Chanson jeune public de Magny-les-Hameaux / mars

Une dizaine de concerts pour les enfants à partir de 5 ans qui se terminent par un goûter pour les petits. Des chansons, de la convivialité.
- la Fête du conte de Saint-Quentin-en-Yvelines / mars-avril

Depuis sa création en 2000, la Fête du conte rassemble des conteurs, amateurs et artistes confirmés, enfants, parents et acteurs culturels autour d’un temps fort festif et grand public.
Ce festival apporte aux enfants, et aux adultes, le bonheur d’écouter des histoires. Des instants si intenses de complicité entre celui qui raconte et celui qui écoute. Les imaginaires se rencontrent pour entrer dans un monde magique. Les conteur nous font rêver grâce à une technique rigoureuse dans la fragilité de l’instant. Le plaisir de découvrir des histoires favorise le passage des jeunes au plaisir de lire.
- Festival Banlieues'arts  / mai-juin

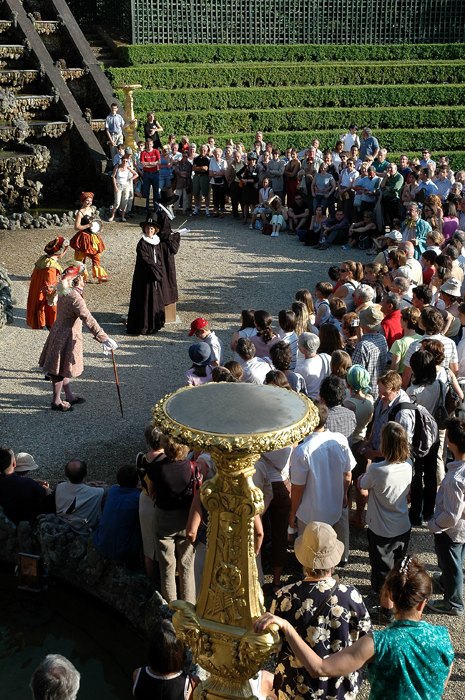
Monsieur de Pourceaugnac au Mois Molière en 2006

Festival des pratiques culturelles et artistiques en milieu scolaire, Banlieues'arts est initié par l'Association Culturelle de Trappes depuis 1992. Ce rendez-vous concerne aujourd'hui 5 des 7 communes Saint-Quentinoises (auxquelles viennent s'ajouter celles de Saint-Cyr-l'École, de Rambouillet et du Mesnil-Saint-Denis).
Banlieues'arts marie habilement art et éducation, ateliers de création avec des artistes en résidence et spectacles professionnels. Il fédère enseignants et élèves (de la maternelle à l'université) autour d'un évènement très original, moment privilégié de rencontres, de réflexion et de création.
- Le Mois Molière/ juin

Festival de théâtre et de musique, organisé  tous les ans depuis 1996 par la municipalité de Versailles.
- Les Yvelines font leur cinéma  / de mi à fin août

25 films sont projetés gratuitement dans 25 villes du département.
- L'Automne musical  du château de Versailles.

- Versailles Jazz Festival .

- Maisons-Laffitte Jazz Festival .

- Jazz en ville  à Conflans-Sainte-Honorine.

- Jazz à toute heure  en Haute-Vallée de Chevreuse.

- PoésYvelines / novembre,

La semaine des poètes, est un festival de poésie organisé depuis 2003 dans diverses communes du département par la Maison de la Poésie de Saint-Quentin-en-Yvelines avec le soutien du Conseil général des Yvelines. Celui-ci décerne à cette occasion un prix de poésie, le « prix PoésYvelines ».
- Festival Blues-sur-Seine  / novembre.

### Cinéma
Plus de 160 films, de tous les genres, ont été tournés dans le domaine et le château de Versailles depuis 1904. Le château est un décor recherché pour les tournages et dans nombre de cas, le sujet même du film, comme pour Si Versailles m'était conté... de Sacha Guitry (1954).
Les Archives françaises du film du Centre national du cinéma et de l'image animée (CNC) sont conservées dans le fort de Bois d'Arcy. Constituées de dépôts volontaires, et depuis 1992 des œuvres déposées au titre du dépôt légal des œuvres cinématographiques, elles comprennent près de 110 000 films. Non loin, 40 000 copies de la collection de la Cinémathèque française sont stockées dans le fort de Saint-Cyr.

## Gastronomie
La gastronomie des Yvelines, de tradition ancienne, longtemps liée à la présence des rois de France, ne se distingue pas fondamentalement de celle de l'Île-de-France en général. Taillevent, cuisinier de Charles V et Charles VI, auteur du Viandier, le plus ancien livre de cuisine connu en France, fut enterré près de Saint-Germain-en-Laye.

### Les produits du terroir

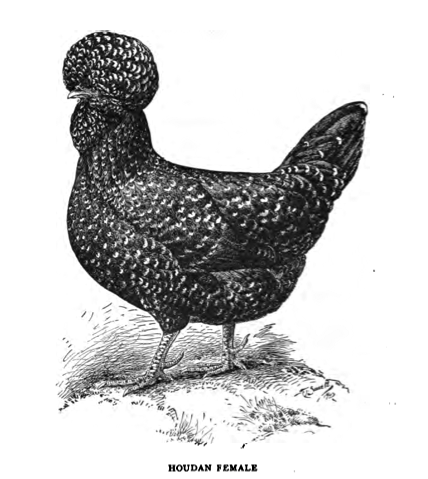
Poule de Houdan.

Les produits du terroir sont surtout des céréales, des fruits et légumes, bien que l'arboriculture et le maraîchage soient en nette régression face à l'urbanisation, notamment dans la vallée de la Seine. Certains noms de variétés attestent de l'importance ancienne de ces cultures dans la région, telle le potiron "Rouge vif d’Étampes", l'épinard  "Merveille de Versailles", le "Monstrueux de Viroflay", "Été de Rueil", le haricot "Flageolet d’Étampes", le poireau "Long de Mézières"  ou la prune  " Reine claude de Chambourcy". Dans le Mantois la production de poireaux et d'oignons est célébrée par la « foire aux oignons » de Mantes-la-Jolie, où existe une « confrérie des chevaliers du taste-oignon ».
Pour améliorer leur marge, un certain nombre d'agriculteurs pratiquent la vente directe auprès des citadins, parfois sous forme de cueillette en libre-service.
Bien que les Yvelines n'aient jamais été une grande région d'élevage, on y pratique toujours l'élevage ovin et avicole.
Rambouillet est le berceau en France du Mérinos, race ovine importée d'Espagne et améliorée dans la Bergerie nationale, qui est à l'origine par croisements et sélection de la race île-de-france, aujourd'hui largement élevée pour la viande non seulement dans la région mais aussi dans de nombreux pays du monde.
La poule de Houdan et la poule de Mantes sont d'anciennes races locales de poules qui ont failli disparaître et que des éleveurs passionnés s'efforcent de faire revivre.
Le Navet est un des légumes les plus anciennement cultivés en Île-de-France. Dès le Moyen Âge, ce légume est utilisé dans les ragoûts. Au XVIIIe siècle, deux navets sont particulièrement réputés :

Le navet de Freneuse : sec à chair douce et sucrée  de la ville de Freneuse.

Le navet des Vertus : à chair blanche, tendre et sucrée.

La culture du navet en Île-de-France s’attache à une production à forte valeur gustative.
 Aujourd’hui, il garde, avec la carotte et le poireau, une place de choix dans la recette du pot-au-feu.

Dans les Yvelines, des maraîchers cultivent des navets de « type Croissy » demi-long et blanc.

### Les recettes traditionnelles

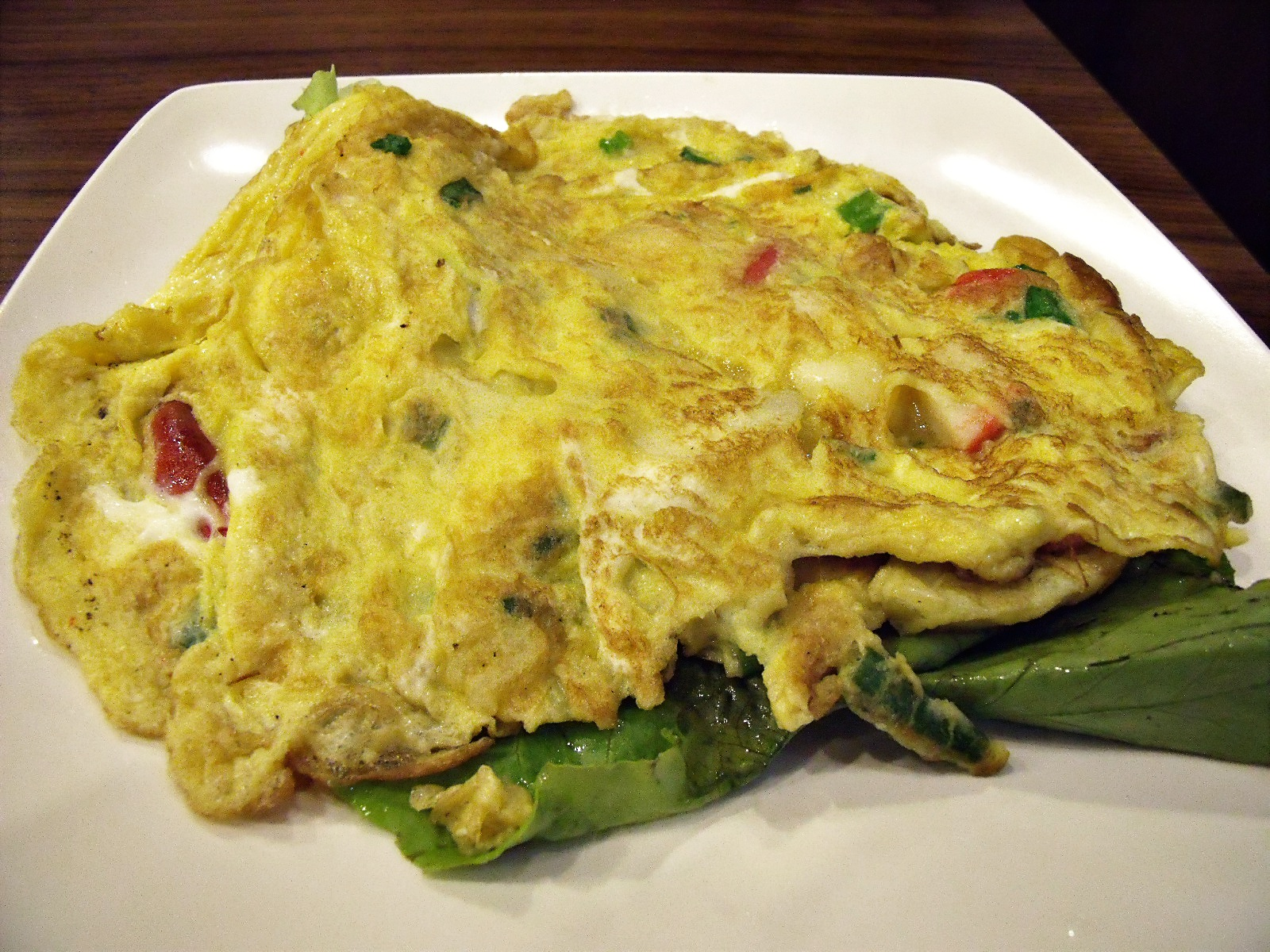
Omelette Viroflay (Farcie d’épinards cuits, de jambon et de Gruyère.)

Parmi les recettes traditionnelles, on peut citer l'omelette Viroflay (Farcie d’épinards cuits, de jambon et de Gruyère.), la purée verte ou la purée Saint-Germain (purée de pois cassés) qui fut servie lors du banquet d'inauguration de la ligne de chemin de fer de Paris à Saint-Germain, la Pourlècherie, spécialité monastique à base de poires et de vins créée à Saint-Lambert au prieuré bénédictin Saint-Benoît par un ermite (elle reste produite dans la région par le solitaire après le départ des moines), ou la timbale Marly  (Un salpicon), un mélange à base de légumes, de fruits, de poisson et de viande, ces ingrédients étant coupés finement. Le pâté de Houdan, « C’est un produit 100 % volailles, on y trouve une farce aux champignons, de la poule et du pâté de foie de volaille. Il ne doit y avoir aucune trace de porc ».

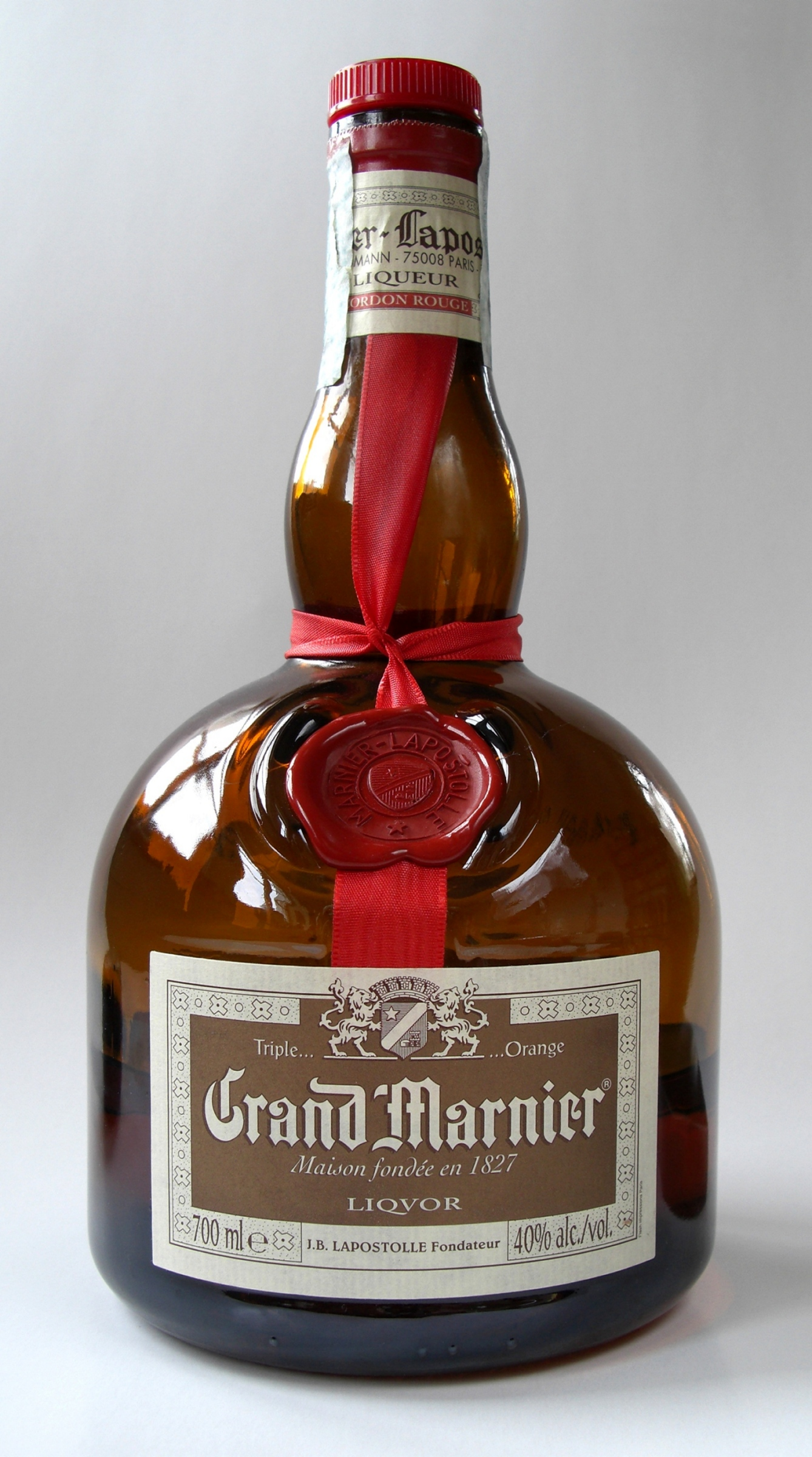
Grand Marnier « Cordon rouge »

La création des pommes soufflées et de la sauce béarnaise au XIXe siècle sont attribuées au chef du « Pavillon Henri IV », restaurant de Saint-Germain-en-Laye, celle du paris-brest en 1909 au pâtissier Louis Durand de Maisons-Laffitte inspiré par la course cycliste Paris-Brest-Paris.

### Les produits traditionnels
Parmi les produits traditionnels les plus connus figurent deux liqueurs, le noyau de Poissy et à le Grand Marnier à Neauphle-le-Château.

Des agriculteurs et des boulangers se sont associés en 2002 pour créer la marque « pain d'Yveline » en respectant un cahier des charges d'agriculture durable.

### Les fromages
Le Boisseau, le Fleur bleue, le Palet de chèvre, le Saint-foin sont des fromages de la région de Rambouillet.